# Vino
El vino (del latín vinum) (también mostagán) es una bebida hecha de uva (especie Vitis vinifera), mediante la fermentación alcohólica de su mosto o zumo. La fermentación se produce por la acción metabólica de levaduras, que transforman los azúcares naturales del fruto en etanol y gas en forma de dióxido de carbono. El azúcar y los ácidos que posee la fruta, Vitis vinífera, son suficientes para el desarrollo de la fermentación. No obstante, el vino es una suma de factores ambientales: clima, latitud, altitud, horas de luz y temperatura, entre varios otros. Aproximadamente un 66 % de la recolección mundial de uva se dedica a la producción vinícola; el resto es para su consumo como fruta.
El cultivo de la vid cubre un 0,5 % del suelo cultivable en el mundo y está asociado a lugares con un clima mediterráneo; no en vano, la mitad de la producción mundial de vino se concentra tan solo en tres países mediterráneos: Italia, Francia y España. 
Existen varias denominaciones de origen reconocidas, entre ellas Rioja, La Mancha, Albariño Oporto, etc.
Se da el nombre de «vino» únicamente al líquido resultante de la fermentación alcohólica, total o parcial, del zumo de uvas, sin adición de ninguna sustancia. En muchas legislaciones se considera solo como vino a la bebida fermentada obtenida de Vitis vinifera, pese a que se obtienen bebidas semejantes de otras especies como la Vitis labrusca, Vitis rupestris, etc. El conocimiento de la ciencia particular de la elaboración del vino se denomina enología (sin considerar los procesos de cultivo de la vid). La ciencia que trata tan solo de la biología de la vid, así como de su cultivo, se denomina ampelología.

## Etimología
La viticultura y la producción de vino se originaron, según parece, en Asia Occidental, por lo que es probable que el origen de la palabra vino proceda de alguna de las lenguas que allí se hablaban, aunque su origen exacto sigue siendo incierto. Fuera de la familia indoeuropea, concretamente entre las lenguas semitas, está el árabe y etíope wain, el asirio īnu y el hebreo yàyin, procedentes todas ellas de la forma proto-semítica *wainu. El término está igualmente en las lenguas kartvelianas del Cáucaso (georgiano), las lenguas indoeuropeas de Asia Menor (hitita y luvita) y del Cáucaso (armenio). La palabra, junto con la viticultura, viajó hacia el Mediterráneo occidental, y se encuentra en griego οἶνος, el albanés vēnë y el latín vinum (de donde viene el castellano vino). Del latín pasó al celta (irlandés antiguo, fin; galo, gwin), al germánico (idioma gótico, wein; alemán, Wein; inglés, wine) y al eslavo (eslavo antiguo y ruso, vino), y del eslavo pasó al lituano výnas.[cita requerida]
Otra teoría considera que la raíz se encuentra próxima a la palabra sánscrita vana (amor), que también dio origen a las palabras Venus y Venera. Tal relación semántica estaría dada por la antigua creencia en los poderes afrodisíacos del vino.

## Historia

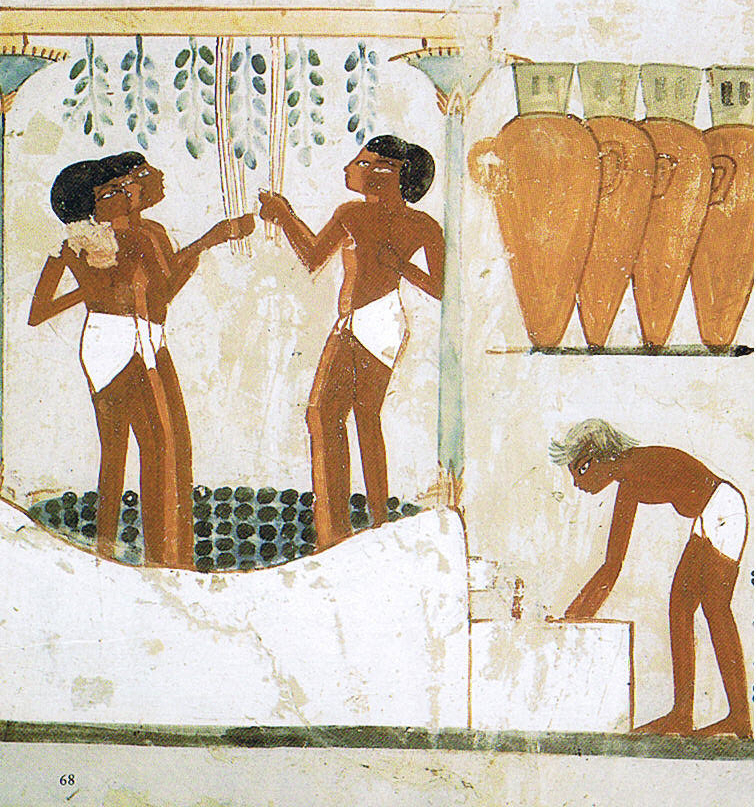
Elaboración del vino en el Antiguo Egipto. Tumba de Najt, en el Valle de los nobles.

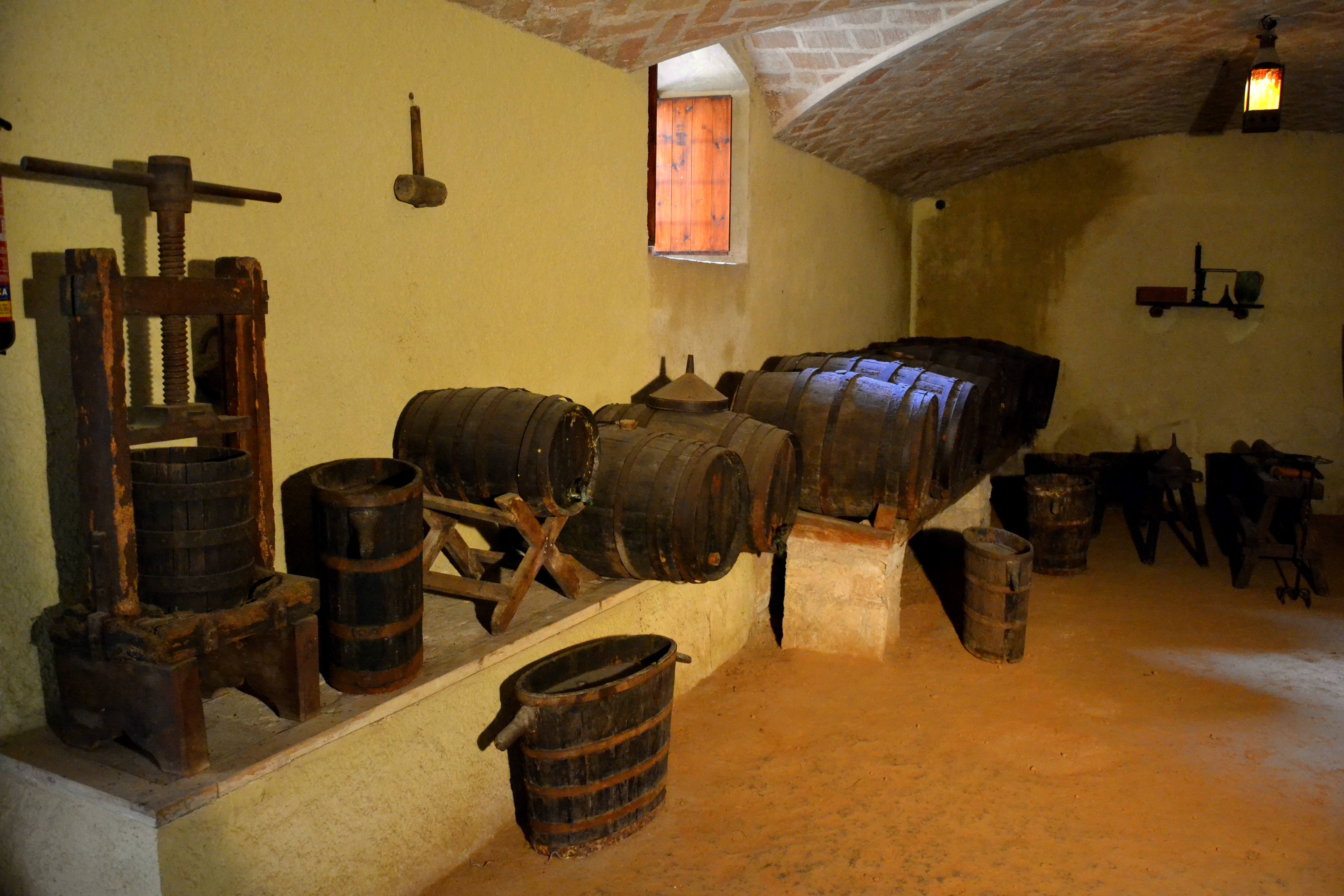
Museo Romántico Can Papiol en Villanueva y Geltrú.

El vino se produjo por primera vez durante el Neolítico, según los testimonios arqueológicos hallados en los montes Zagros, en la región que hoy ocupan Irak e Irán, gracias a la presencia de Vitis vinifera sylvestris y la aparición de la cerámica durante este periodo. La evidencia más antigua de la producción y consumo de vino es una vasija del año 5400 a. C., hallada en el poblado neolítico de Hajji Firuz Tepe, en los montes Zagros. La vasija contiene un residuo rojizo, presumiblemente vino. Aunque recientemente se ha encontrado la bodega más antigua conocida, datada en el año 8000 a. C., se sitúa en Georgia la producción más antigua de vino. Posteriormente, el consumo de vino se extendió hacia el occidente, llegando a Anatolia y Grecia; y hacia el sur, llegando hasta Egipto, ya célebre en Bahariya durante el Imperio Medio (siglo XX a. C.). La más antigua documentación griega sobre el cuidado de la vid, la cosecha y el prensado de las uvas, es Los trabajos y los días, de Hesíodo, del siglo VIII a. C. En la antigua Grecia el vino se bebía mezclado con agua y se conservaba en pellejos de cabra.
Lo primero que cabe destacar es que el vino, a lo largo de la historia, ha estado muy bien considerado por la alta sociedad occidental, donde existe constancia de su producción en el siglo III a. C. Desde entonces ha sido testigo imprescindible en cualquier acontecimiento o banquete de importancia y alrededor de él se han firmado los grandes tratados y acontecimientos históricos de occidente.
Ya en Egipto, Grecia y Roma, se adoraba a Dioniso o Baco (dios de los viñedos) y la Biblia se refiere al vino en diversos pasajes, entre otros donde relata la última cena de Jesús. Sabemos que en China, hace 4000 años, ya conocían el proceso de fermentación de la uva, y que en Egipto, en el siglo XIV a. C., ya conocían la viticultura.
La viticultura debe su mayor desarrollo a la propagación del cristianismo, por ser el vino necesario para la celebración de la misa. Los monasterios, con sus propios métodos de elaboración y extracción, fueron los precursores de la viticultura y vinicultura, dejando huellas tan claras como los vinos priorato, proveniente de la palabra prior.

## Los viñedos

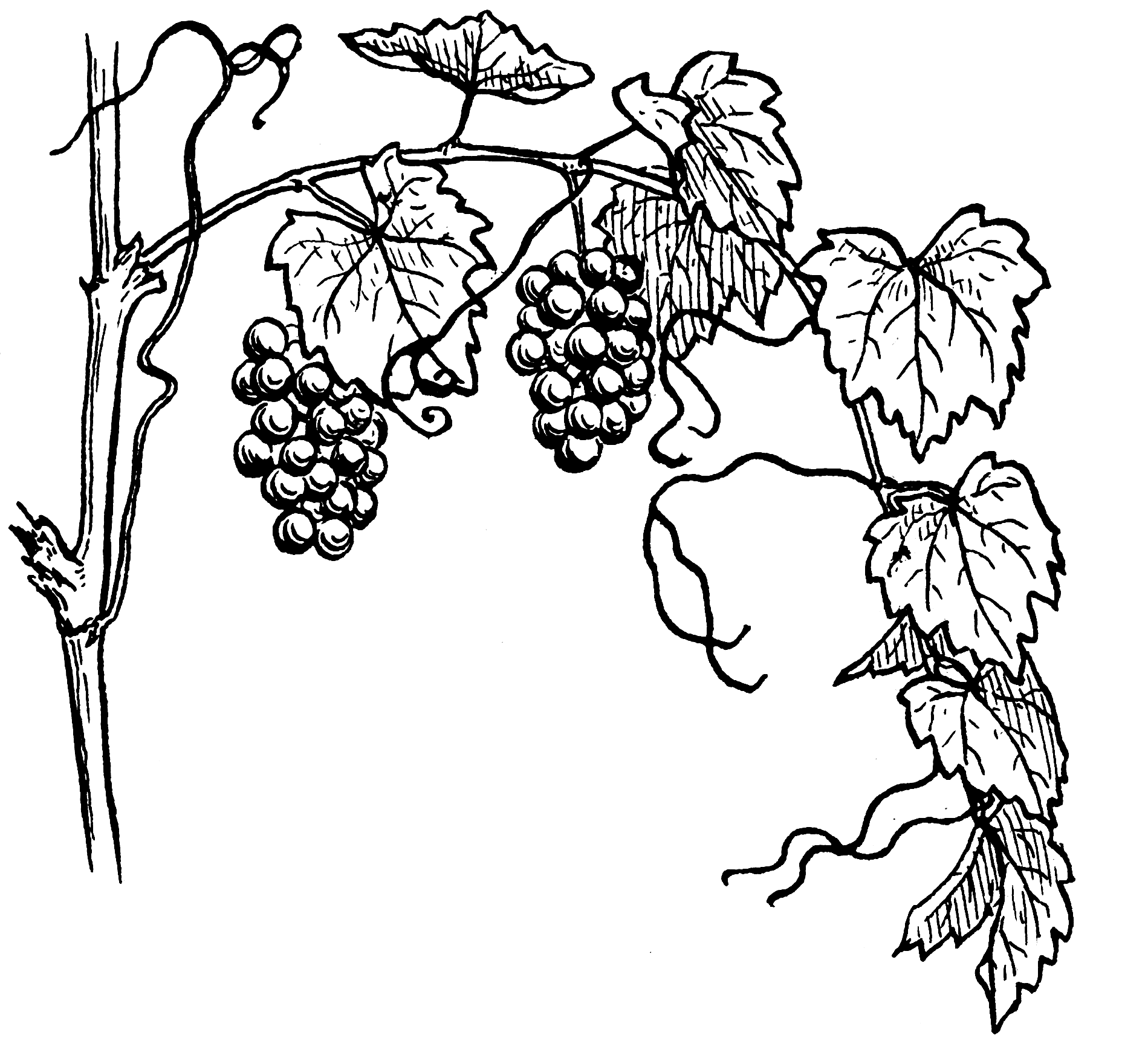
Vitis vinifera.

La vid que desde la antigüedad se ha cultivado en Europa y la que desde Europa se ha trasplantado a otros continentes para producir vino y uva de mesa es la Vitis vinifera L. Tiene infinidad de variedades, que dejan de revestir interés botánico, para pasar a tenerlo agrícola, estando bastante diferenciadas las vides que producen uvas de mesa de las de vino. Se habla que existen unas cinco mil variedades de V. vinifera en el mundo, cinco mil viduños. La Vitis vinifera en estado silvestre es difícil de encontrar y se creía incluso desaparecida.
Quizá se hayan alargado excesiva y artificialmente las variedades de V. vinifera en relación con las uvas para vino. En ocasiones un mismo nombre es utilizado para designar dos viduños diferentes. Así se habla como de variedades distintas de la Riesling alemana y de la italiana. Lo propio sucede con las variedades Moscatel, Cariñena, Malvasía y otras. En ocasiones una variedad es conocida bajo distintos nombres aún dentro de un mismo idioma o dentro de un mismo país.
Estas variedades reciben en castellano el nombre de “viduño”. El diccionario de la Real Academia Española entiende por viduño o vidueño “casta o variedad de vid”. En algunos idiomas no hay palabra tan exacta. En italiano el viduño se llama “vitigno”. En los diccionarios recientes de francés-francés, no así en los más antiguos, se da a la palabra “cépage” el significado de viduño. La palabra “viduño” es utilizada únicamente en España, siendo la palabra “cepa” la más común en los países hispanohablantes, la cual viene del francés “cépage”. Hay quien para designar una clase de viduño dice “clase de uva”. No es exacto. Cabernet Sauvignon, Tempranillo, Viura, etc. son distintas variedades de la misma clase de vid: la Vitis vinifera. Las uvas se prestan a otras clasificaciones: maduras, agraces, pasas, semipasas, etc., aunque por supuesto también pueden ser clasificadas en razón del viduño de donde provienen. Carlos Falcó traduce la palabra francesa “cépage” por variedad de uva y define vidueño como “viñedo”.

### Ampelología y ampelografía
La palabra griega “ampelos” significa vid en castellano. Según Gonzalo del Cerro Calderón, “Ampelografía es el estudio descriptivo de la vid, y la ampelología se ocupa de su cultivo” “Ampelología, según el diccionario de la Real Academia Española, significa “descripción de las variedades de la vid y conocimiento de los modos de cultivarlas”. No acoge la voz "ampelografía". Según Alexis Lichine ampelografía tiene dos acepciones: “1. Estudio descriptivo, identificación y clasificación de las vides. 2. Libro o documento que describe las características estructurales de las vides. Además de la información escrita se ilustra con láminas detalladas o fotografías de las hojas de cada planta que se trata en el libro” Según la enciclopedia “Conocer y escoger el vino” la ampelología es la “ciencia que estudia la planta de la vid con sus diferentes variedades” y la ampelografía es la “ciencia que describe las diferentes variedades de vides, atendiendo al tamaño de la cepa, al sexo de la flor, la forma de los sarmientos, la textura y el dentado de las hojas, el color de las bayas, etc.”
La voz ampelografía fue usada por vez primera en 1661 por F. J. Sachs. Ampelografía es un nombre mal puesto. Al respecto, hay que tener en cuenta que antes que "enología" se utilizó la expresión "enografía", que ya se ha abandonado. No se habla de "filolografía" como algo distinto de la "filología"; ni de musicografía, sino de musicología, etc. Parece que debe decirse “ampelología”, y no tiene sentido distinguir entre "ampelología" y "ampelografía". Los diccionarios ya no recogen ambas expresiones, sino solamente "ampelología".
El libro Grape varieties and Rootstock Varieties escrito por Pierre Galet, director del Departamento de Viticultura de Montpellier, es considerado el iniciador, en 1940, de la “ampelología” moderna, entendida como la ciencia y el arte de describir e identificar los diversos viduños, hace frente a la confusión reinante derivada tanto de utilizar nombres distintos para referirse a unas mismas variedades como de designar diversas variedades con el mismo nombre. El sistema de Galet se basa principalmente en medir los ángulos que forman las venas de las hojas de la vid, de tal manera que cada variedad pueda ser identificada numéricamente, por la medición de esos ángulos. El sistema distingue las variedades, pero falla en las subvariedades y parece estar llamado a ser complementado o incluso sustituido por la identificación del DNA o por otros criterios bioquímicos no basados exclusivamente en observar las hojas, que es el principal objeto de atracción de los ampelólogos tradicionales, incluido Galet.
Es muy difícil llegar conclusiones pacíficamente aceptadas, con un Galet midiendo en nombre de la ciencia los ángulos de las nervaciones de las hojas de parra —metodología muy limitada— y unos viticultores que aspira cada uno tener su propio viduño como reclamo de identidad. En el pueblo de Montalcino se precian de tener viduño propio, el llamado "Brunello de Montalcino". Parece ser que se trata del viduño Sangiovese al que se le da otro nombre. Quizá el viduño de nombre más afortunado es el de "Cariñena". Cariñena es simultáneamente un nombre geográfico y un viduño internacionalmente reconocido, pues tiene traducción a otros idiomas: francés "carignan", "carignano" en italiano, y "carignan" en inglés. Con Cariñena desaparece la tensión acerca de si lo importante y lo que identifica un vino es el lugar de donde procede o el viduño con el que está elaborado.
Cariñena es simultáneamente las dos cosas.
Respecto a la vid como objeto de estudio, hay que distinguir dos ciencias: la botánica y la ampelología. La botánica se ocupa de la clasificación de las plantas conforme a unos criterios muy rigurosos que básicamente fueron establecidos por Linneo. Ello lleva a distinguir entre la Vitis vinifera y otras vides distintas de la V. vinifera, como la V. rupestris Lot., V. riparia Michx., V. berlandieri Planch., etc.
Avanzaron muchos los estudios de botánica, pero no hasta al punto en que se pueda hablar de una rama de la botánica que se ocupa de la vid, otra que se ocupa del tomate, otra de la pera, etc. La botánica suele detenerse en los umbrales de los llamados “cultivares”, consistentes en variedades que son ya de creación agrícola del hombre. En el caso de la Vitis vinifera L. cabe distinguir hasta unas cinco mil variedades. La ampelología se ocupa del estudio e identificación de esos cultivares. Dibujar las vides, fotografiarlas, resaltando sus caracteres taxonómicos definitorios, el dentado de las hojas, etc. es una actividad que puede ser realizada y utilizada tanto por el botánico como por el ampelólogo. El ampelólogo se interesa casi exclusivamente por el cultivo de la Vitis vinifera. Las demás especies interesan sobre todo como portainjertos. No cabe separar el estudio de las diversas variedades de Vitis vinifera de su cultivo, pues esas variedades provienen de su manipulación agrícola.
Cuando los vikingos llegaron a la América continental denominaron a las tierras por ellos descubiertas Vinland («tierra de vino»), ante la abundancia de vides que allí encontraron. Pero ninguna era la Vitis vinifera L. Se intentó sin resultados satisfactorios obtener vino de ellas. Los españoles llevaron ya desde comienzos del XVI la Vitis vinifera a América, pero no tanto con la finalidad de lograr unos vinos que pudiesen competir con los europeos, sino con la finalidad simplemente de obtener vino para celebrar la misa. Esas clases o clase de viduño es llamada “criolla” en Suramérica y “mission” —cepa de misión— en California. El interés por los buenos vinos, en competencia con los europeos, se despierta en América a comienzos del siglo XIX.
Cuando desde 1850 hasta 1870 la filoxera y otras enfermedades asolaron los viñedos de Europa, se puso como remedio injertar las variedades existentes en pies de cepas americanas, llamados portainjertos por ser usados como tales; y así se lograron unas plantas más resistentes a la plaga. Las Islas Canarias y Chile se precian de poseer viñedos a la antigua, que nunca fueron atacados por la filoxera y por ello pueden cultivarse a pie franco, es decir, sin el acostumbrado portainjerto. También reclaman ese privilegio algunos viñedos de Portugal y ciertos viduños jerezanos: Palomino de Jerez, Palomino fino y Pedro Ximénez. Esa resistencia deriva de las cepas que penetran muy profundamente en la tierra.
Con la finalidad de lograr vides que gozasen simultáneamente de las ventajas de las vides europeas y americanas se produjeron algunos híbridos. Esos experimentos se llevaron a cabo sobre todo en Francia. Tales nombres son conocidos por el nombre del inventor, seguido de un número. Por ejemplo, Seibel 5455. Tales híbridos no han tenido mucho éxito. Tanto los poderes públicos, que regulan minuciosamente los portainjertos, como los cultivadores muestran desconfianza a ese respecto.
Según las cualidades del clima y terreno unos viduños son más aptos que otros para producir vino o aguardiente. En general los más aptos suelen ser los tradicionales en cada país. Al menos eso es lo que recomienda la Unión Europea. El Real Decreto 1195/85 de 5 de junio, con mucha legislación complementaria, reguló para España las variedades de vid recomendando o autorizando su uso, en razón de las diversas regiones españolas. Esta materia también fue regulada por el reglamento 418/86 de la Comunidad Europea, que ya no está en vigor, pues tenía carácter transitorio. Las denominaciones de origen de los vinos se basan no solo en el origen geográfico, sino también en la variedad de las vides, de tal modo que a cada región se les asignan unos viduños como más adecuados o incluso obligatorios. Desoír esos consejos o preceptos en la Europa comunitaria está penalizado con no poder utilizar comercialmente la denominación de origen, ni informar acerca de la clase de uvas con que el vino está elaborado, además de dejar de percibir ayudas agrícolas. El Real Decreto 1472/2000 de 4 de agosto en su anexo V proporciona por comunidades autónomas la lista completa de variedades recomendadas y autorizadas. También enumera las variedades recomendadas como portainjertos. En este caso no se da cabida a otras simplemente autorizadas. Es decir, los portainjertos recomendados son obligatorios.
Las uvas son el elemento esencial con el cual se elabora finalmente el vino. La uva que produce el vino pertenece a la familia biológica conocida como vitaceae, que son una clasificación de plantas con tendencia a trepar por las superficies fijas. Esta familia posee once géneros diferentes, pero tan solo la Vitis es interesante como fruta vitivinícola. Dentro del género Vitis existen 60 especies, pero tan solo la vinífera es la que proporciona vino (de origen indoeuropeo). Entre las otras sesenta especies de Vitis, también están, por ejemplo: la norteamericana V.labrusca, la V. riparia, la V. aestivalis, la v. rotundifolia, etc. De todas ellas, tan solo la Vitis vinífera es la que proporciona vino con un sabor aceptado por la mayor parte de las culturas de la tierra.
A veces las vides se someten a trabajos de injerto con el objeto de obtener nuevas plantas más resistentes al ataque de plagas. Una de las más terribles acaeció a mediados del siglo XIX, en 1863, cuando se transportaron variedades americanas a Europa, lo que causó que se propagara la mosca áfida denominada Phylloxera vastratix por todos los viñedos (las especies europeas no eran resistentes al ataque de esta mosca). La Vitis vinífera es acosada por otras plagas que se combaten de formas diferentes.

### Regiones vitivinícolas
La producción vitivinícola está restringida a ciertas latitudes geográficas, por regla general está asociada a isotermas climáticas anuales que poseen de media temperaturas entre los 10° y 20°. Por regla general el cultivo de la vid se ha asociado a los lugares que poseen ciertas similitudes con el clima mediterráneo. Se puede dar igualmente en climas subtropicales con las técnicas correctas. A veces microclimas locales permiten el cultivo de la vid en zonas tan dispares como las Islas Canarias o Canadá.
En la Unión Europea la organización común del mercado vitivinícola tiene como norma básica el Reglamento 1493/ 1999 de 17 de mayo, que ha sido parcialmente modificado en muchas ocasiones, especialmente por el Reglamento 479/2008 de 29 de abril. En su Anexo III estableció tres grandes zonas —A, B y C—, cada una de ellas con múltiples subdivisiones. Esas zonas y subzonas son mucho más sutiles y matizadas que dividir los países europeos en norteños y sureños, sino que una determinada zona o subzona comprende parte Francia, parte de Alemania, parte de Hungría, etc. Esas subdivisiones tienen gran minuciosidad. Vgr. “En Chipre, la zona vitícola C III a) comprende las superficies plantadas de vid situadas en cotas que superen los 600 m de altitud”. Lo propio hace del Anexo IX del Reglamento 479/2008 de 29 de abril que retoca esas grandes o pequeñas zonas.
Actualmente (2016) con aprox. 1.000.000 de hectáreas de viñedo, España es el líder mundial en superficie cultivada. Castilla-La mancha acoge el 50% del total español. China, con una población cada vez más aficionada al consumo de vino, se ha convertido en el segundo país que más tierras dedica al cultivo de viñedos en todo el mundo (800.000 ha), posición que ha alcanzado tras superar a Francia (790.000 ha) e Italia (700.000 ha) en un intento por satisfacer el rápido incremento de su demanda interna. Según la Organización Internacional de la Viña y el Vino (OIV), en 2016, Italia, con 49 Mill. hL, ocupa el primer puesto como productor mundial de vino, seguida de Francia (47 Mill. hL) y en tercer lugar se encuentra España (37 Mill. hL).

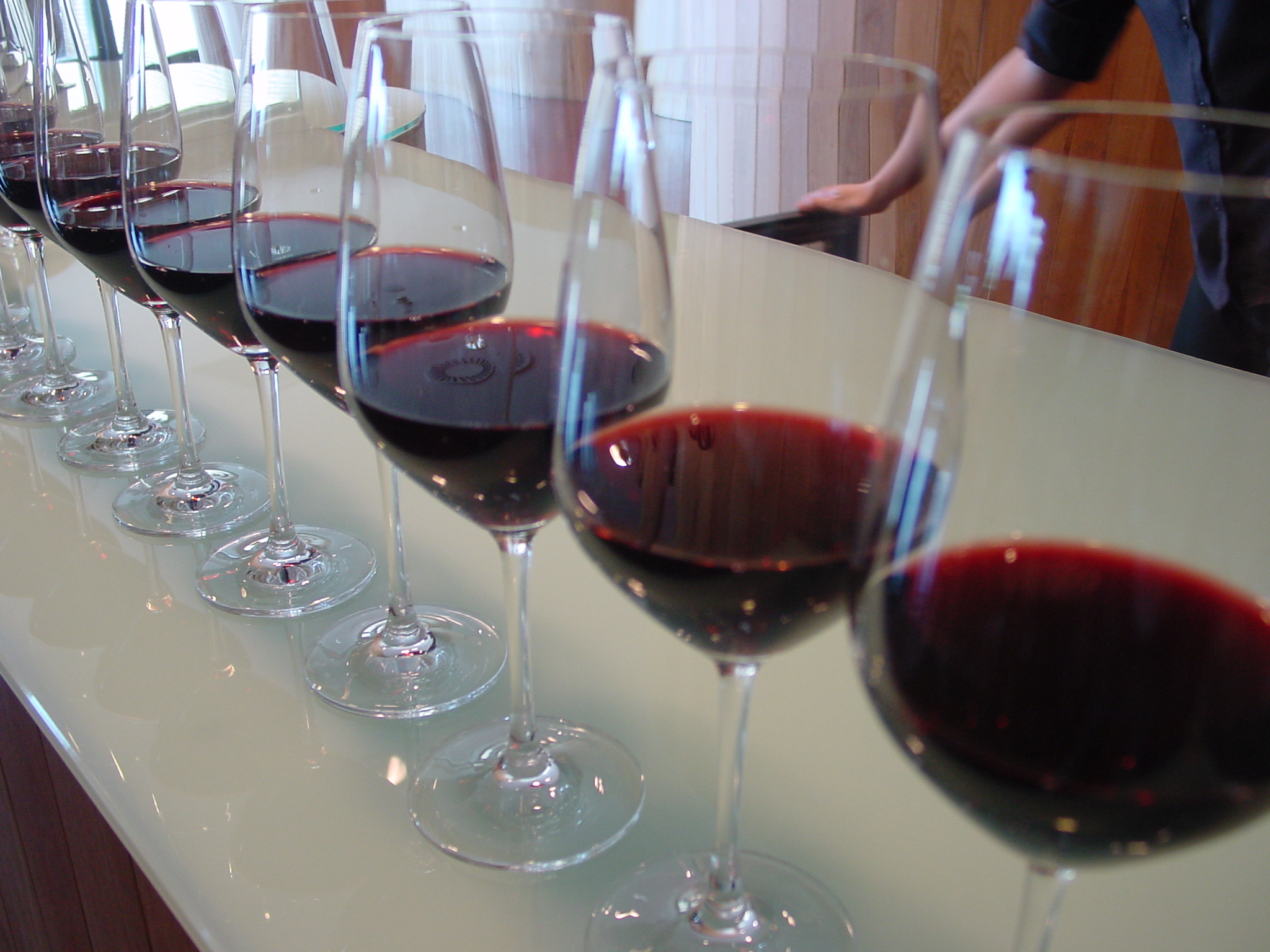
En la actualidad el vino es un proceso altamente controlado, que ha logrado la denominación de vino de precisión.

Se tiene en cuenta en esa organización del mercado vitivinícola muchas consideraciones no estrictamente comerciales, lo que da lugar a una legislación muy flexible. “Hay zonas —se lee en el considerando (26) del reglamento de 2008— cuya producción no se ajusta a la demanda; para favorecer el mejor ajuste del sector en su conjunto, debe fomentarse el abandono definitivo de la viticultura en estas zonas; en consecuencia, debe concederse una prima con tal objetivo; la gestión de esta prima debe corresponder a los Estados miembros, etc”. Pero, a continuación en el siguiente considerando se establece: "La producción en los Estados miembros que elaboran menos de 25 000 hectolitros de vino al año no afecta gravemente al equilibrio del mercado; en consecuencia, tales Estados miembros deben quedar exentos de las restricciones de plantación pero no deben tener acceso a la prima por abandono definitivo de la viticultura". En definitiva, se permite y hasta se alienta que en ciertas regiones se cultive vino en pequeña cantidad, si con ello se satisface esa legítima aspiración de que la región o país tenga su propio vino. También se muestra tolerancia con aquellas zonas en las que, por carecer de suficiente insolación, las uvas apenas pueden madurar, por lo que tienen que recurrir a la azucarización de los mostos, especialmente en determinadas cosechas.
La Unión Europea ha efectuado una decidida opción por comercializar el vino en razón de nombres toponímicos, al frente de los cuales hay unos Consejos Reguladores que agrupan a los viticultores de la región. Un vino es presentado como de Burdeos, de Rioja, de Cariñena, de Beaujolais, de Tokay, etc. Es más, ni siquiera llega a mencionarse la palabra genérica “vino”. Uno bebe un rioja, un burdeos, un cariñena, un chablis, etc. La comercialización del vino es muy distinta de la cerveza. En la cerveza no se promociona comercialmente nombre toponímico alguno —pues está prohibido para las marcas comerciales—, sino una marca. La cerveza no tiene consejos reguladores. El propietario de la marca encarga a las fábricas de cervezas de diversos países que se la fabriquen, dándole las instrucciones pertinentes para que elaboren el producto deseado. La cerveza X se hace igualita en España que en los Estados Unidos de América del Norte, que en Alemania, de la misma manera que una marca comercial de automóviles puede instalar fábricas en diversos países y regiones.
La rigidez del “sistema de denominaciones toponímicas” para la comercialización del vino se ha dulcificado un poco con el Reglamento 479/2008 del Consejo de 29 de abril. Quedan suprimidos los llamados “vinos de calidad producidos en una región determinada (v.c.p.r.d.)". La calidad del vino no queda ya ligada a que las uvas procedan de una determinada región. Las denominaciones toponímicas actualmente son de dos clases. En un vino con denominación de origen “las uvas utilizadas en su elaboración proceden exclusivamente de esa zona geográfica.” En un vino con indicación geográfica basta que “el 85 % de la uva utilizada en su elaboración proceda exclusivamente de esa zona geográfica”. Nadie se ve obligado ya a recurrir exclusivamente a las uvas de su terruño, para que su vino sea considerado de calidad. La Mancha suele suplir las carencias de toda Europa. Las lluvias del año 2002 hicieron imposible cosechar uva en toda Europa, salvo en el sur de España. La Mancha proporcionó a todas las bodegas europeas carentes de cosechas aceptables la materia prima necesaria.
La calidad del vino viene asegurada por la calidad de la uva. A la denominación de origen Rioja se le otorgó el carácter de “calificada” por orden de 3 de abril de 1991. El decreto 157/1988 de 22 de febrero fijó las condiciones que hacen posible a una denominación de origen acceder a la categoría de “calificada”. Una de las condiciones consiste en que el precio de las uvas de esa denominación alcancen un precio superior al 200 % del precio del mercado nacional. También detenta esa condición de “calificada” la denominación de origen “El Priorato”. La calidad de la uva no se considera ya ligada a que toda la uva proceda de una determinada región. Que la denominación de origen X o el pago X produzca vino con uvas procedentes solo de esa región o pago no asegura de suyo la calidad, especialmente en un año en que la cosecha ha sido mala.
Excepcionalmente la legislación europea da tratamiento de indicación o denominación geográfica a nombres que no son geográficos. Un ejemplo característico es la denominación “cava”, que en modo alguno es una denominación geográfica, pero tiene asignada una región determinada en el Penedés y también en parte de Valencia, de Extremadura y de la Rioja. Esa denominación de origen no se reduce a una simple asociación de campesinos que reciben ayudas comunitarias bien por elaborar vino, bien por dejarlo de elaborar arrancando viñedo, sino que cuenta con casas comerciales potentes. Freixenet y Codorníu se han instalado en California con gran éxito. Otro ejemplo es el de vinho verde, que no es una región geográfica, sino una clase de vino. Se le ha asignado, no obstante, una región determinada entre el Miño y el Duero.
Fuera de Europa han surgido potentes productores de vino en África del Sur, Australia y Nueva Zelanda. Se han basado en estudios serios, que han revolucionado la viticultura, tanto por lo que se refiere a la recolección como a la disposición de los viñedos. No se presentan como vinos geográficos sino como varietales. Carecen de pagos con nombres rimbombantes. Esos vinos se han comenzado a imponer en Inglaterra, que aunque produce vino blanco de buena calidad, no se autoabastece ni mucho menos.
En América Latina sobresalen Argentina, Chile y Uruguay entre los países que exportan vino a precios muy competitivos y de una alta calidad.

### Morfología

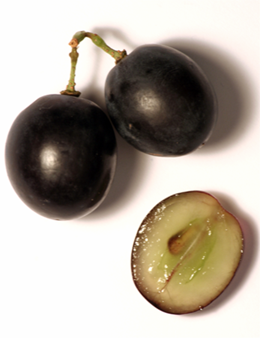
Corte longitudinal de una uva.

La uva contiene en su interior todos los elementos requeridos para la elaboración del vino, es por esta razón que comprender la morfología del fruto puede ayudar a comprender el resultado final del vino. Esta morfología es semejante a una división concéntrica de zonas sin solución de continuidad que empieza por las semillas que ocupan una posición interior cerca de su centro:
1. Primera zona - En el interior las semillas se encuentran rodeadas de una muy alta concentración de azúcares (la mayor zona de concentración se encuentra rodeando las semillas), en esta zona hay azúcares y ácido málico (a veces este ácido se convierte en un azúcar mediante gluconeogénesis). Esta zona suele tener unas ligeras tonalidades verdes.
2. Segunda zona - En la siguiente zona, concéntrica a la anterior, la concentración de azúcares disminuye progresivamente y aumenta la presencia de ácido tartárico. El segundo componente químico en la uva, tras los azúcares, es la presencia de estos dos ácidos: a. málico y a. tartárico. Ambos ácidos juegan un papel importante en la elaboración de los vinos y los vinicultores son los que deciden modificar la presencia de cualquiera de ellos en el producto final.
3. Tercera zona - En ella se encuentran las sales minerales, principalmente potasio. Los polifenoles como pueden ser los taninos (ubicados principalmente en la piel exterior), antocianinas (responsables de los colores colorados en los vinos), los aromas, etc. Los sabores característicos de la uva se almacenan en esta tercera zona, en el interior de la piel.

La manera en la que se aplasta la uva puede afectar las propiedades organolépticas del mosto, por ejemplo, si se prensa poco se extraen los azúcares del centro de la uva, obteniéndose pocos polifenoles (vinos blancos afrutados), pero si se aprieta más, empiezan a extraerse los taninos y aparece la coloración tinta.

### Cultivo
Las vides básicamente desarrollan el ciclo del carbono con sus hojas y la fotosíntesis generan en las frutas (las uvas) los azúcares necesarios para su almacenamiento. Las uvas son por lo tanto "almacenes" de azúcares que se emplean posteriormente en la fermentación del vino. El cultivo de la uva se centra en la vigilancia permanente de ese proceso de "almacenamiento" progresivo de azúcar en los frutos. Cualquier problema que perjudique o rompa el equilibrio, la poda hace que el azúcar se concentre en un número pequeños de frutos, en una tierra moderadamente húmeda las raíces se dedican a profundizar con el objeto de poder absorber los minerales necesarios (principalmente potasio). El balance entre el contenido de azúcares y ácidos juega un papel importante en la calidad del resultado final del vino.
Por regla general cuanto más sol esté expuesta la vid mayor es la concentración de azúcares en las uvas, y por el contrario poca exposición da una cantidad mínima de azúcares (y por lo tanto una pequeña cantidad de alcohol). Esta concentración de azúcar en las uvas suele estar reglamentada en los diferentes países y se suele medir con un refractómetro portátil (bastan pequeñas cantidades de mosto para determinar la concentración de azúcar en grados Brix). Es por esta razón, con el objeto de maximizar la cantidad de luz recibida, por la que las vides se adaptan con formas de pérgola con el objeto de que capten la mayor cantidad de sol posible.
Durante la maduración de la uva en la vid existe un cambio en la uva denominado en castellano con la palabra envero, que al francés se traduce por "véraison"; palabra de reciente aparición en los diccionarios franceses. Existe un instante en el que la uva cambia su metabolismo y empieza a almacenar azúcares a una velocidad muy superior, al mismo tiempo va disminuyendo la concentración de ácidos dentro de la uva. En el Hemisferio Norte el envero se produce en el mes de julio. De la noche a la mañana la uva de una cepa deja de tener color verde y pasa a tenerlo amarillo, si la variedad es de uva blanca o se pone roja, si la variedad es de uva tinta. El fenómeno no se produce en todas las cepas del viñedo simultáneamente. El envero es entendido como el comienzo de una cuenta atrás para la determinación del momento de la vendimia. Existen otros factores que determinan ese momento como puede ser la transición de color de las semillas del interior de la uva, que suelen pasar de verdes a marrones, o la maduración de los polifenoles. Antaño los viticultores experimentados masticaban una uva cada día a partir del instante del envero y con los sabores y aromas que detectaban determinaban el comienzo de la vendimia. Hoy en día se realiza con aparatos de medida tales como: refractómetros, etc.
Investigadores australianos y californianos se han aplicado al estudio de la viticultura, consiguiendo buenos resultados, aunque quizá excesivamente prácticos. En la Universidad de Davis, en California, con el simple estudio de la viticultura y sin prestar especial atención ni a la ampelografía, ni a la ampelología ni a la ampelometría han conseguido resultados muy bien valorados en el mundo científico. Las vides viejas tienen muchos partidarios, a pesar de su menor rendimiento; pero se ha descubierto que ese buen resultado no se debe a la vejez de la vid, sino a que al ser vieja las pocas uvas que produce reciben mayor insolación. El mismo resultado puede conseguirse con vides nuevas procurando una mayor exposición a la luz solar y que las uvas no se den sombra unas a otras. Tradicionalmente se buscaban terrenos con alta insolación y de secano. Pero —tal como asegura Carlos Falcó— esos mismos resultados pueden conseguirse mediante el riego por goteo y el llamado “canopy management”, que puede traducirse por “gestión de la conducción del viñedo”, con una producción que multiplica por seis la producción. Tal modalidad de viticultura está prohibido por la legislación comunitaria europea que favorece cualquier criterio que asegure que no haya excedentes de vino. Por lo mismo está muy limitada la práctica de emparrar las viñas, que es el método aplicado tradicionalmente para multiplicar la producción.
Según las cualidades del clima y terreno, unos viduños son más aptos que otros para producir vino o aguardiente de vino. En general los más aptos suelen ser los tradicionales en cada país. Al menos eso es lo que recomienda la Unión Europea. El viñedo suele arrancarse a los treinta o cuarenta años. Una viña también puede ser como la navaja de Jorge: unas veces se le cambia el mango y otras la hoja, pero siempre es la misma navaja de Jorge. Es decir, se van sustituyendo las cepas viejas, pero no todas al mismo tiempo. El art. 1656 del Código civil español recoge la institución catalana llamada de contrato a “rabassa morta”, que significa “a raíz muerta”. Consiste en la cesión de suelo para plantar viñas por el tiempo que vivieren las primeras cepas. Y se considera que murieron, cuando murieron dos tercios. Mediante nuevos acodos en las cepas viejas, estas se renuevan y en consecuencia la viña puede resultar perpetua. Por ello, salvo cláusula en contrario, se entiende que al cabo de cincuenta años murió la viña y se extinguió el contrato.
Las tradiciones vitivinícolas en ocasiones se remontan a estudios de viticultura tan antiguos como los de Columela. El arte de la vinificación tiene caracteres comunes con el arte de hacer vitrales emplomados o piezas de porcelana. Desde cierto punto de vista hoy no nos es posible hacerlos “tan mal”, tan llenos de faltas, de “ojos”, de asperezas y burbujas como los hacían los antiguos artesanos. Pero en eso reside su encanto. El corcho no es el mejor cierre; pero es difícil de abandonar. Está demostrado que el mejor envase para el vino es el “tetrabrick”, pero qué sumiller se atreve a presentar su vino en tetrabrick y a abrirlo a continuación en su modalidad de tapón de rosca. En un restaurante se representa la ficción de que estamos en una época pasada compartiendo nuestro vino y nuestra mesa con personajes antiguos entre los que cuenta un sumiller que porta un collar del que cuelga un catavinos y una llave que acredita que él es el sumiller, el que tiene la máxima potestad sobre la bodega, después de su amo y señor.

## Producción y elaboración

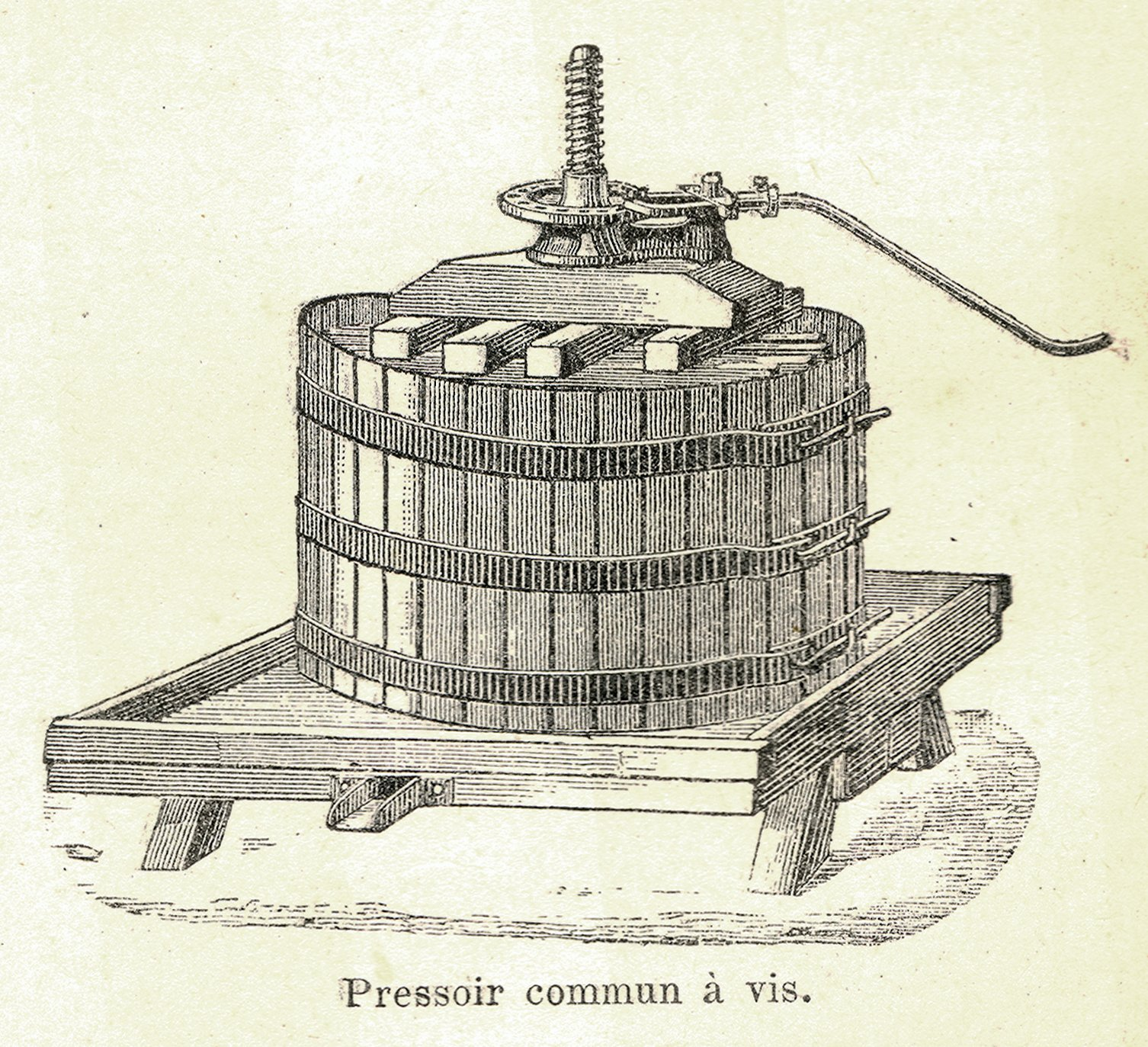
Prensa vertical de husillo del.

La producción del vino ha ido añadiendo cada vez más elementos tecnológicos a medida que el hombre ha ido experimentando y adquiriendo cada vez más conocimiento acerca de los procesos. Se puede decir que muchos vinos se echaron a perder hasta comprender que la vinificación es un proceso puramente anaeróbico, es decir sin la presencia de oxígeno. El primer paso para la vinificación es la vendimia, o recolección de la uva, que resulta ser un proceso delicado ya que tiene que pasar el menor tiempo posible desde su recolección hasta su elaboración.

### Prensado / aplastado
Antiguamente se procedía al prensado de las uvas directamente tras la vendimia con el objeto de obtener el mosto (zumo de la Vitis vinífera). Era habitual ver personas descalzas pisando la recolección de uvas en recipientes perforados en el fondo, de esta forma se obtenía el primer mosto. Ya Catón en su manual De Agri Cultura menciona en detalle la operación de prensado. Este método era adecuado para producción en pequeña escala, posteriormente vinieron las prensas en forma de husillo que permitían controlar la presión. En la actualidad se emplean prensas neumáticas herméticamente cerradas en las que la delicadeza del prensado permite una menor extracción de sustancias indeseadas y el máximo respeto por las cualidades intrínsecas de la uva. Se suele pasar por un proceso previo de limpieza quitando la vegetación y los raspones (tallos de los racimos). Esta operación se realiza en tambores metálicos perforados que giran a gran velocidad, las uvas salen enteras por las perforaciones del tambor. Es de vital importancia que la mayor parte de ellas salgan intactas para que no pongan en contacto con la atmósfera su zumo interior.
El proceso de aplastado suele ser el más empleado en los vinos blancos, con el objeto de evitar la extracción de los antocianinas de los hollejos. Mientras que el prensado es más habitual en los vinos tintos. En el aplastado no se reduce a puré la uva lo que permite la extracción de los jugos del mesocarpio y del endocarpio de la uva. En algunos vinos se emplean mostos concentrados de uva, como puede ser el marsala, la mistela, vino de Málaga, etc.

### Fermentación

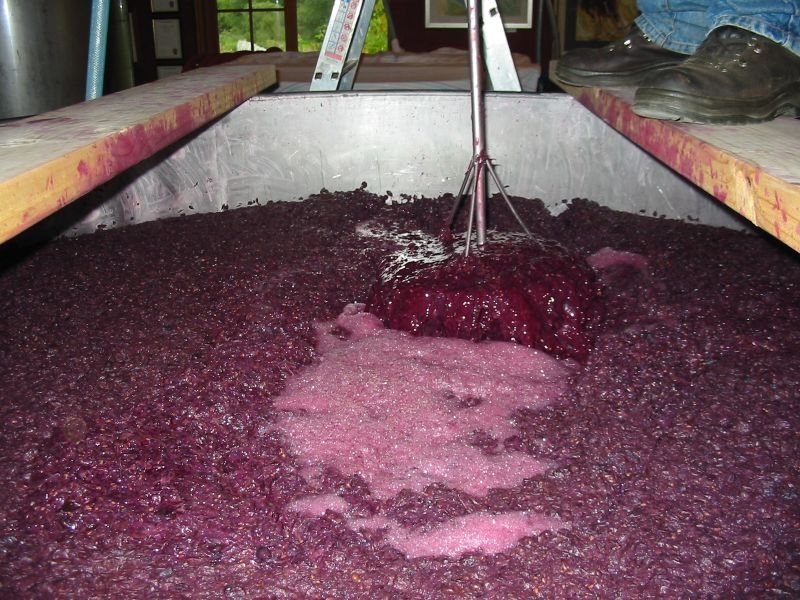
Fermentación del vino.

La fermentación es la parte principal del proceso de la elaboración del vino, en realidad el vino no puede elaborarse de forma alguna sin la fermentación. La fermentación tiene como principal efecto la conversión de los azúcares del mosto en alcohol etílico. El organismo capaz de elaborar la fermentación son las levaduras del género de las Saccharomyces y las especies más abundantes son la S. cerevisiae y la S. bayanus (asociada con la producción del vino de jerez), estas especies tienen a su vez otras subespecies como la montrachet, la epernay, la steinberger, etc. cada una de ellas objeto de una selección artificial hecha durante tiempo con el objeto de mejorar aspectos sutiles de la tolerancia a ciertos niveles de pH, contenido de alcohol, dióxido de azufre (SO2), etc. La fermentación se hace en recipientes (hoy en día en cubas de acero inoxidable) y pasa por cuatro fases:
1. Fase de demora - En la que las levaduras se aclimatan a las condiciones del mosto, a las altas concentraciones de azúcares, bajo valor de pH (acidez), temperatura y SO2. Suele ocupar un período entre dos y tres días.
2. Crecimiento exponencial - las levaduras ya acondicionadas al entorno, empiezan a multiplicarse en crecimiento exponencial, alcanzando el máximo de su densidad de población, que suele estar en torno a los 100 millones de levaduras por centímetro cúbico. Debido al consumo que hacen las levaduras del azúcar presente en el mosto, las concentraciones del mismo declinan rápidamente. La duración de esta fase es de aproximadamente cuatro días.
3. Fase estacionaria - Es la fase en la cual la población de levaduras que ha llegado a su máximo valor admisible, lo que hace que se alcance un valor estacionario y que la fermentación se mantenga a una velocidad constante. El calor formado por la fermentación hace que la temperatura de la cuba durante esta fase sea igualmente constante.
4. Fase declinante - En esta fase la carestía de azúcares o la elevada concentración de alcohol etílico empieza a matar las levaduras y la población disminuye, con ello la velocidad de fermentación.

Existen algunas prácticas modernas como la inoculación de levaduras durante las fases estacionarias con el objetivo de alcanzar el máximo de 108/ml, esta creencia dicta que el vino poseerá una mayor complejidad de sabores, estas prácticas son habituales en algunos viñedos de Francia y California. No obstante algunos vinicultores optan por evitar la inoculación, emplean las levaduras salvajes presentes en el entorno de fermentación, lo que ha dado lugar a un debate. Se puede medir la progresión de la fermentación mediante la medida de la densidad del líquido fermentante; medida con un picnómetro de las muestras extraídas de la cuba. Por ejemplo el mosto es más denso que el vino y esto fija dos límites para saber la evolución de la fermentación.
La fermentación se ve afectada por una variedad de factores, entre ellos se encuentra la temperatura; el rango de temperaturas entre los que es posible la fermentación se encuentra entre los 5.oC hasta los 38.oC. Los vinos blancos fermentan a un rango inferior (8.oC hasta los 14.oC) y los vinos tintos emplean rangos mayores (25.oC hasta los 30.oC). La fermentación se suele parar a 33.oC. Los aromas de frescura y afrutados se preservan más en fermentaciones a baja temperatura. Otros limitantes son la concentración de azúcares, el grado de acidez debido a la presencia de ácidos, y también a la presencia de micronutriente como vitaminas, incluso la aireación de la cuba (oxígeno), la adición de inhibidores de la fermentación como: el propio etanol (en concentraciones por encima del 17 %), los ácidos grasos, el empleo de levaduras asesinas que secretan polipéptidos tóxicos para las levaduras (algunas son capaces de portar virus ARN bicatenario). En algunos casos la presencia de fungicidas y pesticidas puede limitar la fermentación.

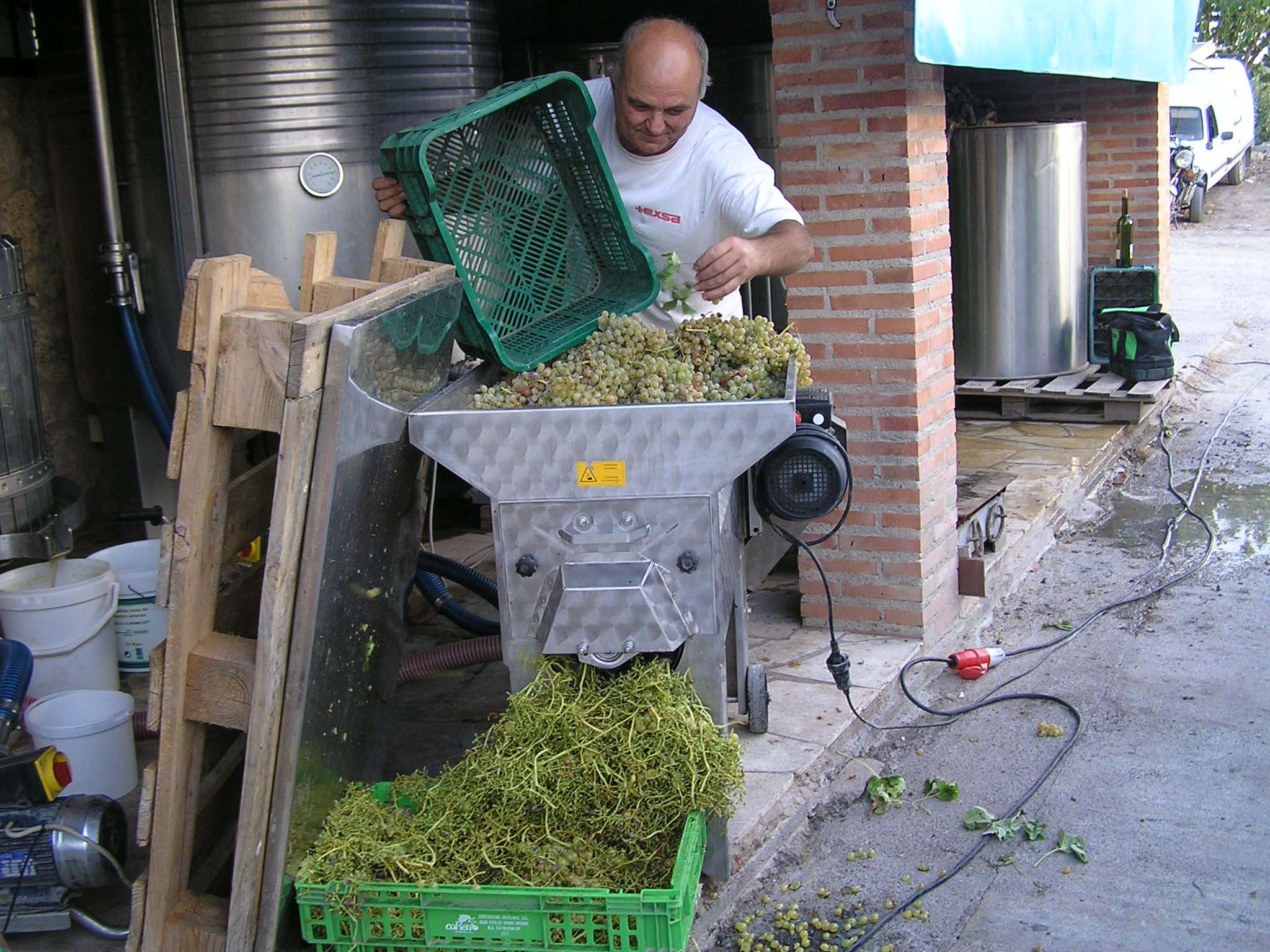
Proceso de elaboración mecánica del vino, en Alcalá la Real, Jaén, España.

La fermentación necesita de nutrientes diversos que están incluidos naturalmente en el mosto inicial, y dependiendo de la fase son necesarios unos u otros. Por ejemplo en la fase de crecimiento exponencial la presencia del ion fosfato (PO4-3) es esencial en todos los procesos de transferencia de energía celular así como en el crecimiento de las levaduras. Su presencia en el mosto es suficiente para la fermentación, pero en algunas ocasiones con el objeto de activar la fermentación se añade fosfato diamónico (de fórmula: (NH4)2HPO4) con el objeto de regular el balance de fosfatos y de nitrógeno. A menudo se emplean con el mismo propósito otras sales amoniacales.
Otras fermentaciones se practican desde mediados del siglo XX, una de las más conocidas es la denominada maceración carbónica. La maceración carbónica se realiza sin la fase de prensado, a baja temperatura y dentro de un tanque rico en carbónico, ambiente poco adecuado para el desarrollo bacteriano, induce reacciones dentro del propio grano de uva, de esta forma los vinos obtenidos tienen intensos aromas y sabores, más afrutados y con menos contenidos de taninos. Carecen, como contrapartida, de la estabilidad suficiente para ser envejecidos. Uno de los vinos más conocidos por este proceso es el Beaujolais nouveau francés, aunque esta modalidad de fermentación se ha ido extendiendo. En España, Tenerife es productora de algunos buenos tintos de maceración carbónica.
Tras la maceración carbónica el mosto restante se hace fermentar de forma tradicional y se dedica a otro tipo de vinificación.

#### Fermentación maloláctica
En paralelo con la fermentación, se produce una reacción similar denominada fermentación maloláctica en la que actúan bacterias lácticas presentes de forma natural en la uva para convertir el ácido málico en ácido láctico reduciendo la acidez del vino. La fermentación maloláctica es completamente imprevisible, pero los viticultores procuran que ocurra al mismo tiempo que la fermentación alcohólica mediante levaduras. Este proceso se comenzó a comprender con Pasteur, pero no se perfeccionó hasta 1935 con Flanzy.
Hoy en día se practica la inoculación artificial de bacterias lácticas en la fase de fermentación, con el objetivo de poder alcanzar la fermentación láctica. Las bacterias malo-lácticas pertenecen a tres géneros: Lactobacillus, Pediococcus y Leuconostoc. Existen factores limitantes de la fermentación maloláctica, uno de ellos es la temperatura (por debajo de 15.oC es inexistente), las bacterias malolácticas son sensibles a bajos niveles de pH, de inhibidores (uno de los más conocidos es el ácido fumárico) y ácidos grasos (uno de los más efectivos es el ácido dodecanoico C12).
Es de creencia generalizada que una fermentación maloláctica controlada aumenta la calidad de los vinos. Entre los beneficios de esta fermentación, se encuentra: la reducción de la acidez (acidez titulable o acidez titratable). Existe un cambio en los sabores del vino final debido a la presencia de ésteres volátiles (2,3-butanodiol), así como una apreciación enmantequillada de algunos vinos tratados con este procesamiento.

#### Segunda fermentación
Los vinos espumosos tienen una segunda fermentación en la botella. El desarrollo comercial de este tipo de vinos no llegó hasta comienzos del siglo XVII, cuando los avances en las botellas y en los tapones de corcho alcanzaron un nivel suficiente como para permitir las altas presiones que se generan en una fermentación cerrada. Entre los vinos espumosos más famosos se encuentra el champán, el Asti y el cava, entre otras denominaciones de origen. A tenor del Reglamento (CE) No 1493/199 del Consejo de 17 de mayo de 1999 por el que se establece la organización común del mercado vitivinícola., esa segunda fermentación en botella no debe ser calificada como"champanes" "champenoise" o "champenois". Proporciona las siguientes alternativas: “fermentación en botella según el método tradicional”; “método tradicional”; “método clásico” y “método tradicional clásico”. En inglés se suele llamar sparkling wine a aquel cuyas burbujas proceden del procedimiento llamada natural. Si procede de inyectarle gas, se le llama carbonated wine. Este último a tenor de la legislación comunitaria se llama vino "espumosos gasificado". La segunda fermentación hace que la concentración de gas se eleve y quede un vino espumoso agradable y chispeante al paladar. Otros vinos sufren una fermentación malo-láctica en la botella. Este es el caso del vinho verde de Portugal. Desde el siglo XIX es posible que al vino se le inyecte dióxido de carbono a presión, lo que origina las burbujas de forma no tradicional (es decir sin que proceda de la fermentación alcohólica). Esos vinos gasificados suelen considerarse de inferior calidad.

### Maduración

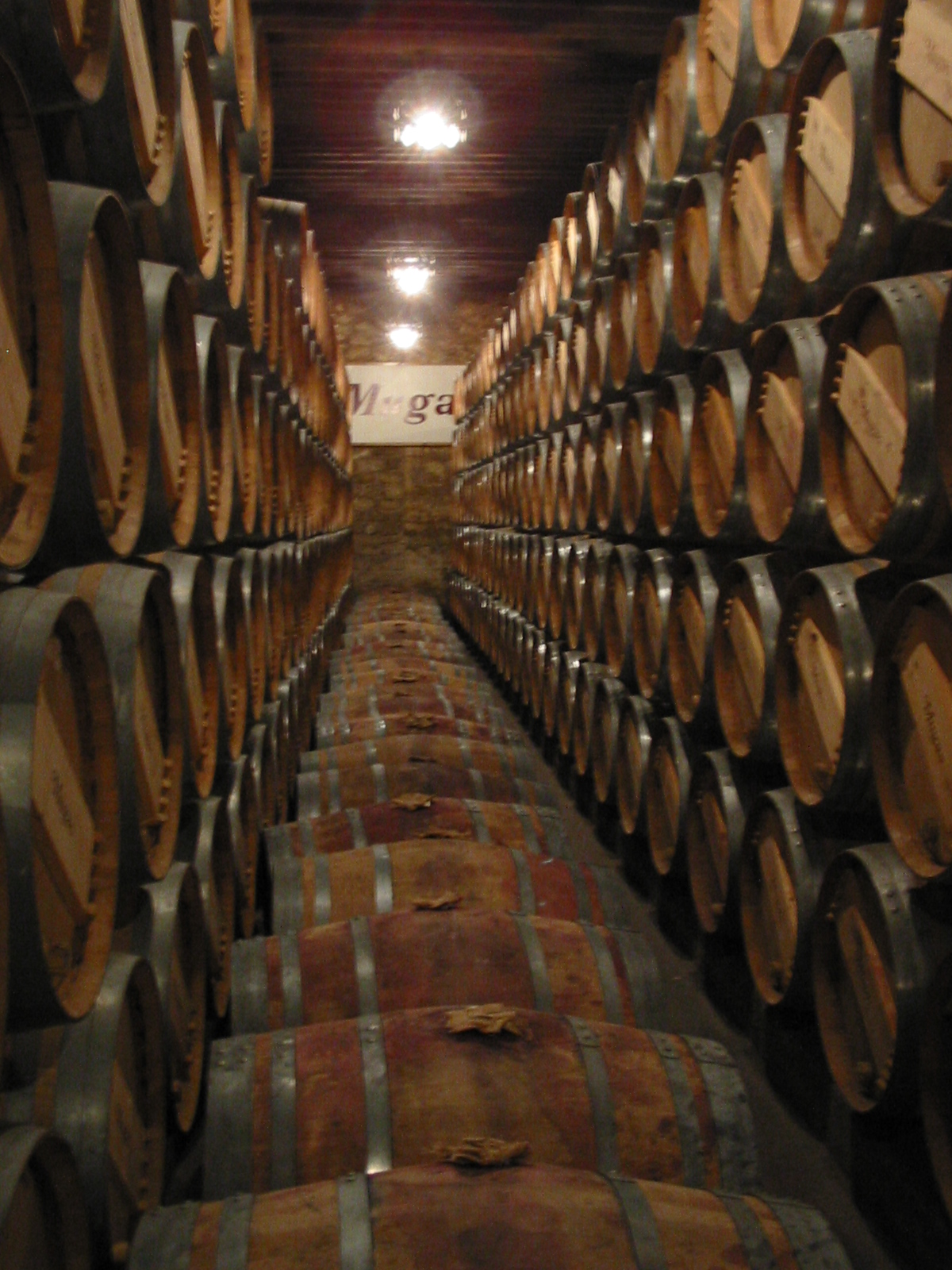
Barriles de vino en La Rioja (España).

La maduración se hacía en los vinos ya en la época del antiguo Egipto que conservaban el vino en ánforas de barro, fueron los romanos quienes aprendieron la técnica de conservar el vino en barriles de madera de roble (quercus). El género quercus posee cientos de especies diferentes, por ejemplo con una de las especies la Quercus suber (alcornoque) se elaboran los tapones de corcho empleados en el embotellado. Se emplea roble en la elaboración de los toneles debido a su robustez y a que resulta fácil trabajar su madera. Su madera es rica en estructuras celulares denominadas tilosas que impermeabilizan la madera. La composición de la madera de roble es de un 40 % de celulosa, un 20 % de hemicelulosa, 25 % de lignina, 10 % de elagitaninos (ésteres hexahidroxidifénicos que aportan taninos al vino), y 5 % de componentes de naturaleza química diversa. La influencia de la madera en el vino es compleja y hay muchos estudios acerca de la química de la maduración en barrica de roble. A veces se suele añadir astillas de madera de roble (quercus fragmentus) con el objeto de acelerar el proceso de adopción de sabores de la madera, aunque esta práctica está regulada por ley en cada país. El vino tiende a evaporarse dentro de las barricas a una velocidad que puede variar entre un 2 % y un 5 % de su volumen por año (lo que hace una pérdida entre un litro y cinco por año en un barril de 225 litros).
El oxígeno tiene una posición relevante en la maduración del vino en las barricas. Uno de los métodos recientes (desde 1991) permiten introducir pequeñas cantidades de oxígeno en la fermentación, se han venido a denominar microoxigenación. El oxígeno juega un papel importante en la estabilización de los colores del vino tinto, permite que los taninos y las antocianinas tengan un proceso conocido como acoplamiento oxidativo. Algunos vinos generosos se suelen hacer pasar por una serie de barriles (criaderas), un ejemplo de este tipo de vinos es el fino, el amontillado y el oloroso, típicos de la zona de Jerez y Montilla-Moriles. Otros vinos como el vermú se maduran con hierbas aromáticas (entre ellas la artemisia absinthium).
La maduración en barricas es una especie de lenta oxidación del vino. Dos de las reacciones más habituales en la maduración son la oxidación fenólica y la polimerización de las antocianinas con otros flavonoides para formar pigmentos y sabores. Una de las más conocidas es la aparición de vainillina debido a las reacciones con la lignina presente en la madera. En la actualidad el vino se almacena en barricas de roble procedente de América (Quercus alba, Quercus bicolor, Quercus macrocarpa) y de Francia (principalmente Quercus robur y Quercus sessillis), la elección de uno de estos materiales impacta en el precio final del vino. El roble francés (europeo) contribuye más a la aportación de extractos sólidos y compuestos fenólicos, además su vida útil es mayor que el roble americano (más blando).

### Embotellado
El embotellado es una operación relativamente reciente en la historia del vino. Se empezó a realizar cuando era posible elaborar vidrios más robustos y asequibles. Las botellas de vino primitivas tenían una forma abombada (similar a los actuales bocksbeutel alemanes). El embotellado es un conjunto de operaciones (generalmente realizadas de forma mecánica) para el acondicionamiento final del vino con el objeto de realizar su expedición y venta final al consumidor. Las botellas actuales tienen un volumen estándar de 750 ml, destacando por sus cualidades la Bordelesa. Un elemento importante en el embotellado es la encapsulación que puede emplear tapones de materiales naturales (tapón de corcho), semisintéticos, sintéticos y cápsulas metálicas. Por regla general antes de embotellar se realizan operaciones de:
- Clarificación - Corresponden al conjunto de operaciones que hacen del vino un líquido límpido, para ello se emplean diversas sustancias.
- Estabilización - Con el objeto de que sea permanente en el tiempo la limpidez lograda en la clarificación.
- Filtración - La filtración elimina cualquier residuo del proceso de elaboración del vino.

El taponado acaba el proceso de embotellamiento en los vinos. Se puede decir que tras el embotellado el contacto con el aire es prácticamente nulo, es por esta razón por la que el vino deja de envejecer (oxidarse). El cristal es impermeable al aire, pero otros recipientes como el cartón no poseen esta característica. En algunos casos el oxígeno disuelto en el vino puede hacer que se produzcan reacciones de oxidación fenólica que se denominan: "enfermedad de la botella" y es considerado uno de los defectos del vino. Uno de los compuestos más habituales en los vinos envejecidos es dimetil sulfido (CH3-S-CH3) que posee un sabor similar al "repollo" y se forma en maduración dentro de la botella, su formación no está muy explicada. El corcho empleado en el sellado de las botellas es de uso mayoritario en el mundo.

## Composición del vino y del mosto
Para comprender lo que es el vino desde el punto de vista de sus componentes hay que distinguir la composición de los compuestos cuando es una uva, al ser mosto y posteriormente vino. El mosto antes de la fermentación se compone principalmente de agua y azúcares, así como ácidos (málico y tartárico), además otros componentes químicos en menor cantidad son responsables de la composición final del vino. La fermentación alcohólica transformará gran parte de los azúcares del mosto en alcohol etílico, pero dejará otros compuestos interesantes: glicerina. Algunos de estos compuestos, que están presentes en menos medida, dan un cierto carácter a la cata de vino, tal y como es la presencia de taninos, los taninos se encuentran en las pieles de las uvas y se pueden considerar como un conservante natural que permite a los vinos envejecer por más de cinco años.
No obstante y sobre todo, en el Aljarafe sevillano, también se le llama mosto al caldo de uva fermentado y encubado durante unos cuarenta días, con un grado alcohólico aproximado de 12 %.
Otros elementos se añaden al vino de forma artificial y componen lo que se denomina aditivos del vino, estos aditivos tienen por objeto estabilizar algunos compuestos (proteínas, cristales de tartrato, etc.), reducir el nivel de ácidos, agentes antioxidantes (ácido ascórbico), agentes antimicrobianos (dióxido de azufre, ácido sórbico, sorbatos, ácido benzoico, ácido fumárico).
En general, el producto resultante es bastante calórico.

### Carbohidratos
Los principales carbohidratos presentes en el mosto son la glucosa y la fructosa, otros carbohidratos se encuentran en la uva pero en proporciones insignificantes. La concentración de azúcar en la uva o en el mosto se suele medir en EE. UU. en oBrix, mientras que en Europa se hace en grados Baumé. La concentración de azúcares es crítica para el desarrollo de las levaduras durante la fermentación, la principal levadura del vino (Saccharomyces cerevisiae) se alimenta principalmente de glucosa y fructosa. Los azúcares no consumidos tras la fermentación se suelen denominar azúcares residuales (suelen ser pentosas como la arabinosa, la ramnosa y la xilosa). La concentración de estos azúcares residuales puede aumentar durante la maduración en madera debido a la escisión de moléculas de glucósidos presentes en la madera.
El azúcar residual es importante en el dulzor de un vino, mientras que la presencia de azúcares no residuales afecta solo a la fermentación. La presencia de azúcares residuales en los vinos da lugar a una clasificación entre vinos secos y vinos dulces. Por regla general la presencia de una concentración de azúcares de menos de 1.5 g/litro hace que el paladar no detecte el sabor dulce, por encima de un 0.2 % del volumen los sentidos empiezan a detectar el sabor dulce del vino. La mayoría de la gente detecta un dulzor si alcanza una concentración de un 1 %. La presencia de taninos, ácidos así como el etanol. Durante el madurado algunos azúcares sufren un cambio estructural y acaban dando pigmentos oscuros al vino, este es el caso de la melanoidina detectada en vinos generosos como el jerez, madeiras, etc. Se trata de una variante de la reacción de Maillard.

### Alcoholes

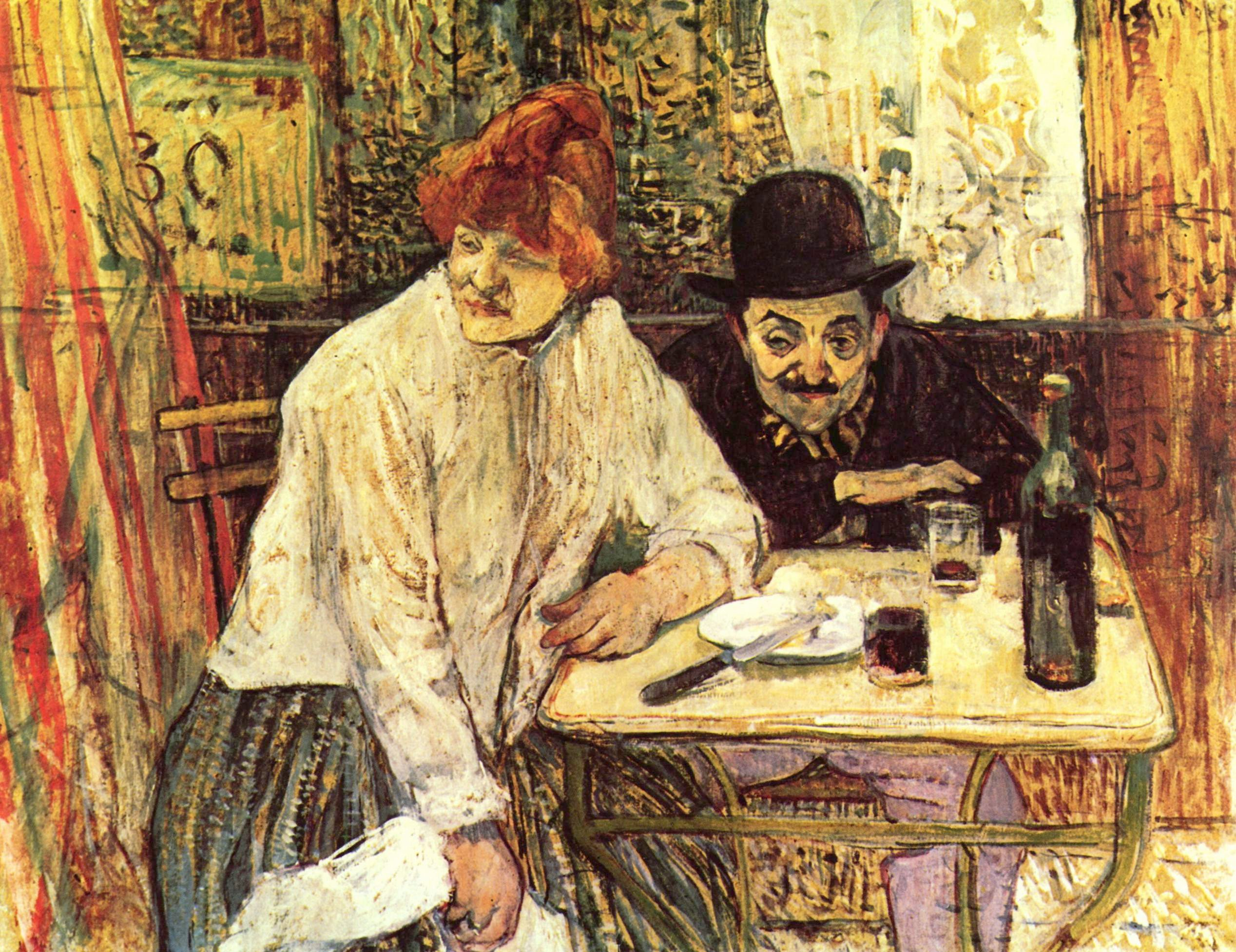
Uno de los efectos nocivos del consumo del vino, debido a su contenido de etanol, es el alcoholismo.

La fermentación alcohólica es un proceso metabólico anaeróbico (en ausencia de oxígeno) que permite a las levaduras (Saccharomyces cerevisiae) consumir los azúcares del mosto para liberar dióxido de carbono y alcohol etílico (etanol de fórmula CH3-CH2-OH) que permanece en disolución el vino final. La concentración de alcohol se suele medir en porcentaje de volumen total. El contenido de alcohol etílico varía dependiendo del tipo de uva y de las condiciones, por ejemplo en los vinos de mesa está entre los 7-14 %, en los espumosos: 11-13 %, en el jerez y otros vinos encabezados 16-18 % y en el oporto así como en vinos de postre suele estar por debajo de 17 %. La forma más común para determinar la presencia de alcohol en un vino es medir el punto de ebullición.
Los vinos poseen además pequeñas cantidades de otros alcoholes como puede ser alcohol metílico (CH3OH), no son resultado directo de la fermentación, sino de la hidrolización de las pectinas (existente en la piel de la uva) mediante acción enzimática. Debido a que la pectina se encuentra más en la piel que en el mosto, los vinos blancos contienen mucho menos alcohol metílico que los vinos tintos. En algunas ocasiones se pre-calienta el mosto para que elimine este contenido metílico y quede en concentraciones por debajo de las 30 ppm. Informes del contenido de metanol en vinos de todo el mundo indican concentraciones de 60 mg/litro (en un rango que va desde 40-120 mg/litro) para los vinos blancos y 150 mg/litro (en un rango de 120-250 mg/litro) para los vinos tintos. A pesar de ser el metanol tóxico, las cantidades que poseen el vino no son del todo malignas ya que las dosis letales de 340 ml/kg de peso, hace que una persona media de 70 kg tenga que tomar aproximadamente dos centenas de litros.

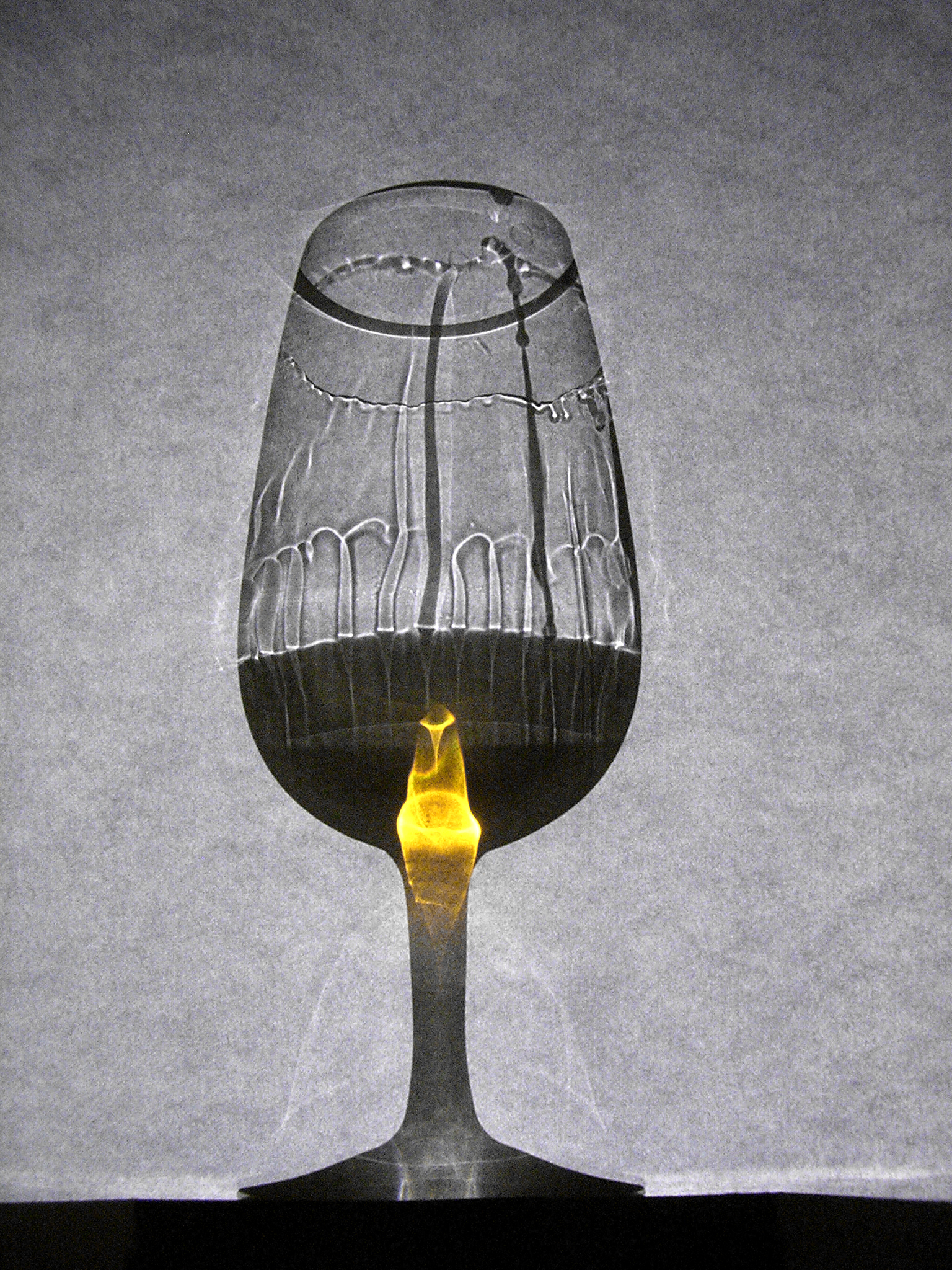
Famosas lágrimas deslizándose en las copas indican un contenido alto de glicerina en los vinos.

Existen además otros alcoholes en muy pequeña concentración, como pueden ser los polialcoholes, uno de los más importantes tri-alcoholes es el glicerol (glicerina) y su concentración está relacionado directamente con la temperatura de fermentación, con el contenido global de alcoholes (mayor alcohol, mayor cantidad de glicerol) y con el color del vino (mayor en vinos tintos que blancos). La concentración de este alcohol es mayor en los vinos de mesa. El contenido medio de glicerina en los vinos suele estar entre los 15-25 g/litro. La glicerina se sintetiza en gran parte gracias al hongo Botrytis cinerea, aunque hay cierta presencia de en las uvas sanas. Suele haber un mayor contenido de glicerol en las fermentaciones a alta temperatura (esta es la razón por la que los vinos tintos suelen tener un mayor contenido de glicerol). El glicerol es un líquido denso y con un sabor dulce (aprox. 70 % de la glucosa) y su presencia aporta dulzura y una sensación de llenado en boca. Se detecta fácilmente por dejar una especie de lágrimas en las paredes interiores de las copas.
Otro poli-alcohol presente en el vino es el eritritol y su concentración depende de la cepa de la levadura que fermenta el vino, por ejemplo la Saccharomyces cerevisiae tiene menos efecto en la concentración de eritritol que por ejemplo la levadura salvaje denominada kloeckera apiculata (se trata de una levadura que no tolera concentraciones de alcohol y muere en los primeros pasos de la fermentación). El arabitol, el manitol, el sorbitol (hexa-alcohol isómero del manitol), el inositol (hexa-alcohol frecuente en frutas). Casi todos estos polialcoholes aportan dulzura al vino y poseen la característica de ser resaltadas sus concentraciones cuando la podredumbre noble de la uva está presente.

### Ácidos

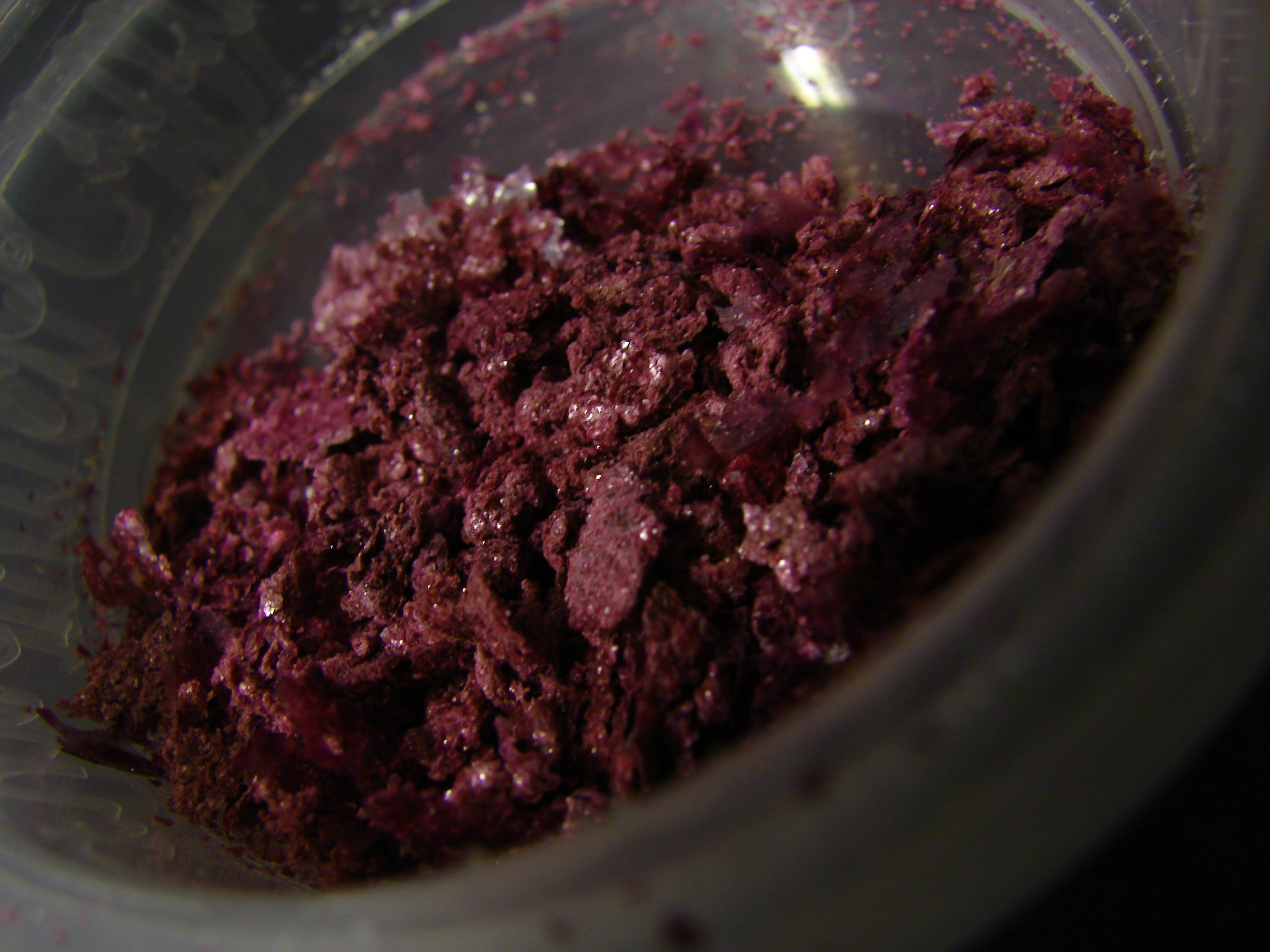
Tartarato potásico (crema tártara), es uno de los precipitados más clásicos en los fondos de algunas botellas de vino, su presencia es totalmente inocua.

Los ácidos tienen una capacidad de conservante del vino, resulta necesario en aquellos vinos que se diseñan para añejar. La presencia de una cierta cantidad de ácidos hace que se refuercen de forma natural otros sabores del vino en la cata. Casi la mitad del aporte de acidez lo tiene la presencia del ácido málico, su misión es la de detener la maduración de la fruta en especial durante el periodo caluroso. Su concentración en la uva es uno de los indicadores de la época de vendimia. El ácido tartárico es otro de los ácidos presentes en la uva, por regla general reacciona con el potasio de la uva dando lugar a tartratos potásicos. El a. tartárico se encuentra presente en muchas frutas pero su concentración es mayor en la Vitis vinifera (y en el fruto del tamarindo).
Durante la fermentación las levaduras generan pequeñas cantidades de ácido acético (un vino suele tener menos de 300 mg/litro) y su concentración refuerza los olores y sabores, proporcionando "complejidad". La presencia de acético hace que se sinteticen ésteres de acetato que proporcionan aromas afrutados. Los ácidos en el vino tienen un efecto antimicrobiano ya que muchas variedades no crecen en ambientes de pH bajo. El ácido succínico está presente en el vino debido a la fermentación, posee un sabor mezcla entre salado/agrio. El ácido láctico está presente en pequeñas cantidades a no ser que se haya forzado la fermentación malo-láctica a costa de consumir ácido fólico (lo que hace que el pH global aumente).

### Ésteres
Los alcoholes juegan un papel muy importante en la operación de maduración, tras la fermentación, ya que reaccionan con los ácidos naturales de la uva para formar ésteres (esterificación). De todos los grupos funcionales existentes en el vino, los ésteres son los más abundantes: identificados cerca de 160 diferentes. Los ésteres se suelen categorizar en enología en dos categorías: los que provienen de reacciones enzimáticas (butanoato, exanoato) y aquellos que se forman químicamente por esterificación. Los ésteres son los principales componentes responsables de aportar al vino un bouquet.
Muchos ésteres tienen un aroma característico a frutas, lo que hace que rememoren a fragancias de frutas durante la cata. Existe no obstante otras clasificaciones de ésteres orientadas a la cata de vinos, y se dividen en ésteres volátiles y no-volátiles. Uno de los ésteres volátiles más importantes y que se encuentra presente en el vino es el acetato de etilo. Por regla general los vinos jóvenes suelen tener una mayor concentración de ésteres volátiles. Cada ester posee un umbral por debajo del cual no es perceptible por la mayoría de los humanos.

### Compuestos nitrogenados
Los compuestos nitrogenados son fundamentales en el mosto para que sea posible la correcta fermentación. Entre los aminoácidos predominantes en las uvas está la prolina y la arginina. La razón de prolina/arginina varía significativamente en las diversas variedades de la Vitis vinífera. La prolina forma parte importante del metabolismo del nitrógeno en las levaduras. Como segundo grupo de aminoácidos dominante se tiene la glutamina y la alanina. Tal y como es de suponer el contenido de aminoácidos es menor tras la fermentación: debido en parte a que la mayoría de ellos de una forma u otra entran en el metabolismo de las levaduras.
Entre los compuestos nitrogenados que posee el vino se encuentra las proteínas, en concentraciones de mosto que van desde los 100 mg/l a los 840 mg/l. Durante la fermentación el contenido de proteína puede descender casi un 40 %. Las proteínas actúan como zwitteriones, bajo ciertas circunstancias pueden coagular dando lugar a inestabilidad en el vino. Quitar estas proteínas inestables del vino es uno de los objetivos de la clarificación, uno de los agentes más empleados es la bentonita y el otro es el gel de sílice.

### Compuestos fenólicos

Fenol, básicamente es un anillo bencénico con un grupo alcohol.

Los compuestos químicos en forma de polifenoles son abundantes en el vino y es quizás uno de los compuestos que proporciona más atributos al vino. Es importante remarcar que tras los carbohidratos y los ácidos son el tercer compuesto más importante. Se tratan en muchos casos de un metabolito secundario de la uva que se concentran en la piel y en las semillas (pepitas). Los polifenoles afectan directamente a los sabores, a los olores y otras capacidades sensitivas del vino, es por esta razón por la que los viticultores cuidan en detalle de su evolución durante las fases de vinificación. La concentración de polifenoles en el mosto depende en gran medida de la variedad de Vitis vinífera y del clima en el que se haya cultivado. La concentración y ratio de los diferentes polifenoles depende igualmente en gran medida de la forma en que se haya procesado la uva. Por ejemplo, en los vinos blancos que han tenido poco contacto con los hollejos de la uva hay unas concentraciones diferentes de las observadas en los vinos tintos.
Uno de los compuestos son los taninos, son compuestos fenólicos muy reactivos. en solución pueden reaccionar con las proteínas y precipitar. Otro compuesto fenólico son las antocianinas que aportan color a los vinos, estos colorantes naturales pueden blanquearse (perder su color) por la acción de diversos agentes u operaciones químicas tales como la oxidación o la reducción, en muchos casos la acidez mantiene el color (viraje). Los fenoles ocupan un papel muy importante en los procesos de oxidación del vino (oxidación fenólica) y es una de las reacciones más habituales en la maduración de los vinos tintos.

### Constituyentes inorgánicos
En la analítica vinícola se analiza a veces el contenido de cenizas, que resulta ser los restos inorgánicos existentes en el vino. La mayoría de los compuestos son carbonatos y óxidos. El metal más abundante en las frutas de la Vitis vinífera es el potasio. En muchos casos el contenido de potasio se ve afectado por las condiciones climáticas, por ejemplo los climas cálidos poseen mayor contenido en potasio que los fríos. Durante la fermentación se acumula en forma de gas el dióxido de azufre (SO2) en una proporción que va desde 12 hasta 64 mg/litro y es empleado como fumigante de las cubas. Ocasionalmente se han detectado trazas de plomo debido a las cápsulas de las botellas, que han migrado su contenido a través del tapón de corcho.

## Propiedades organolépticas
El vino posee ciertos atributos que inciden de forma grata en la mayoría de los sentidos (todos excepto el oído y el tacto). Por ejemplo: los aromas afectan a los sentidos del olor, los diferentes sabores presentes en el vino al gusto, los colores a la vista. Todos ellos suelen tener un origen químico que se ha ido identificando poco a poco a lo largo de finales del siglo XX y comienzos del XXI. La cata de vinos arroja una variedad de propiedades como pueden ser el color, el sabor (dentro del sabor está una amplia gama de propiedades como la longitud, el retrogusto, etc.), el olor (que se compone de aroma, bouquet, cuerpo, etc).

### Color

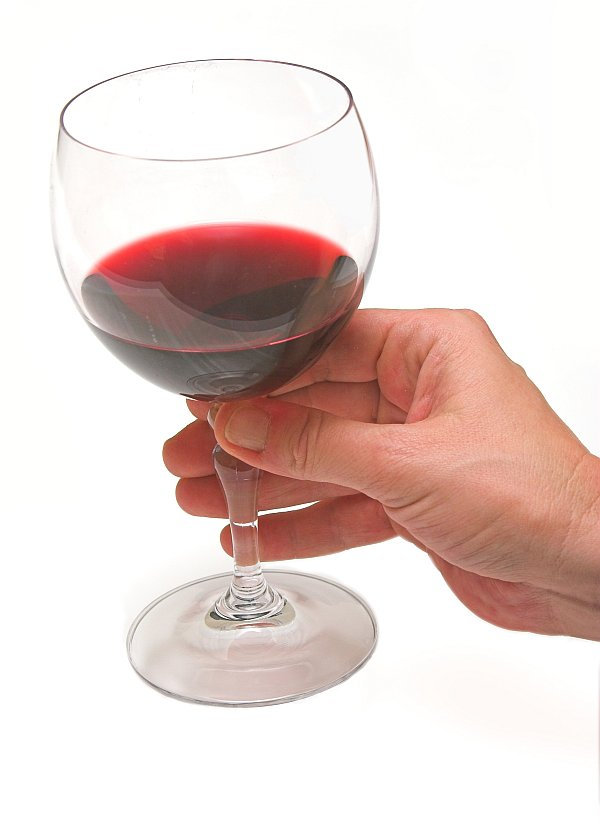
La presencia de antocianinas en la piel de la uva produce el color rojo final del vino tinto.

Las antocianinas son las responsables principales del color rojo en el vino. Las antocianinas se encuentran en diversas frutas cumpliendo una misión similar. Este compuesto químico se encuentra en la capa exterior de la piel de la uva y durante el proceso de maceración se extrae antes que los taninos. La mayoría de los mostos (incluso los de uvas negras) son incoloros, así que la maceración es un proceso importante en la coloración de los vinos. Existen variedades de Vitis vinífera que se clasifican como teinturier por aportar ya en el mosto un color rojizo (unas de las más conocidas son la Alicante Bouschet, Saperavi y Dunkelfeld), pero estas variedades son una excepción. En algunas ocasiones los vinicultores introducen pequeñas cantidades de estas variedades teinturier con el objeto de potenciar el color rojo de sus vinos. El color rojo o rosado depende, por completo, de la forma en que se extrae los antocianinas de la piel de la uva durante el proceso de fermentación.
Las antocianinas son un grupo de glicósidos de la cianidina (azul), la delfinidina (azul, puede verse en berenjenas, granadas, fruta de la pasión), la malvidina (púrpura), la pelargonidina (rojo), la peonidina (rosado) y la petunidina. Durante la maceración la proporción de antocianinas azules cambia hasta virar desde colores púrpura-rojizos a anaranjados. En los vinos jóvenes el color es debido principalmente a las antocianinas, pero como son compuestos químicos no estables se van enlazando con los taninos formando polímeros más estables y con capacidad de pigmentación.

### Sabor y aroma
Los principales componentes de sabor en la uva son los azúcares, los ácidos y los polifenoles. Estos tres compuestos proporcionan al vino tres de los cinco sabores básicos: dulce, ácido y amargo. De todas formas existe una gran cantidad de substancias en las uvas que acaban proporcionando un sabor, estas substancias se presentan en cantidades ínfimas (medidas a veces en partes por millón, e incluso en partes por billón, o por trillón). Todas estas substancias dan a la uva un sabor característico denominado sabor primario. El sabor primario caracteriza a la variedad de la Vitis vinífera. La mayoría de los componentes de sabor se encuentran ubicados en la parte interior de la piel de la uva, es por esta razón por la que el prensado ocupa un proceso fundamental a la hora de proporcionar sabores primarios al vino. En algunos vinos generosos como el jerez, o el fino, existe un pequeño "toque" de sabor salado debido al ambiente salino que rodea la maduración.
En enología existe una distinción entre aroma y bouquet. El aroma es un olor específico proveniente de la variedad de uva empleada, mientras que el bouquet es un olor característico de la forma de procesar el vino. De esta forma, por ejemplo, dos vinos de la misma uva poseen el mismo aroma, pero distinto bouquet (si se han madurado de forma distinta). En muchos vinos los aromas de las uvas con un fuerte tono floral es debido a la presencia de un grupo de substancias denominados monoterpenoides, los monoterpenoides son un subgrupo de un gran número de compuestos denominados terpenoides, todos ellos derivados de la unidad isopreno ([C5H8]). Por ejemplo, la uva moscatel posee una gran cantidad de monoterpenos, otras variedades con contenidos en terpenos derivados de la uva moscatel son la Gewürztraminer, la Moscatel de Alejandría, etc. Entre los compuestos que proporcionan aroma se encuentran los glucósidos. En los vinos basados en la uva moscatel se suele hacer que el mosto incremente su contacto con los hollejos (que son las zonas con mayor contenido de terpenoides). Los aromas vegetales (aromas herbáceos) en el vino provienen de las pirazinas (otros alimentos que contienen pirazinas son: el café, la cerveza, los espárragos, etc.).
Algunas variedades procedentes de América como son: vitis labrusca y la vitis rotundifolia (así como sus híbridos) poseen un aroma característico que durante muchos años se ha denominado "foxy" (zorrito). Se ha detectado que ese olor corresponde al compuesto: metil antranilato (C8H9NO2).

### Degustación y cata

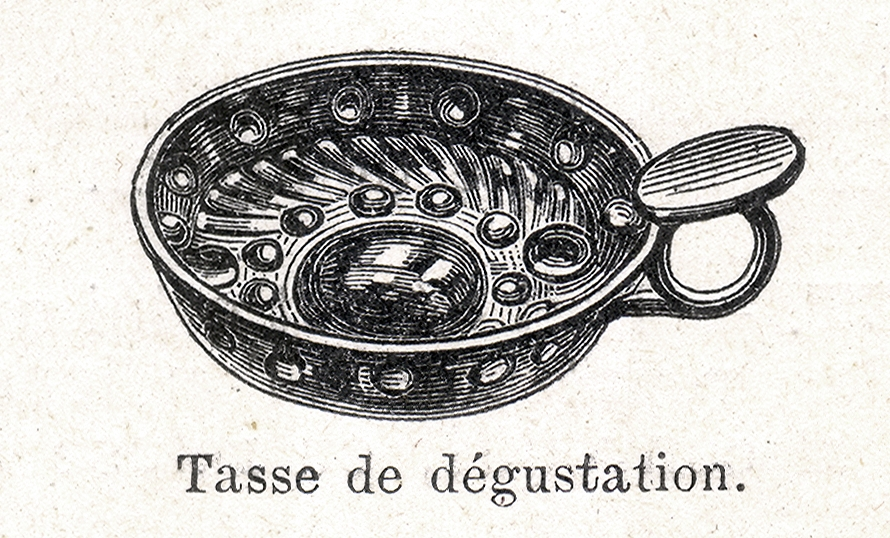
Taza de degustación de un sommelier.

La degustación de un vino difiere totalmente del consumo del mismo; cuando se bebe un vino se capta su sabor mientras que cuando se degusta se conoce un vino. En una cata es mucho más importante la necesidad de descifrar cada uno de sus componente e identificar el mayor número posible de estímulos mediante la observación de los sabores dulces, ácidos o amargos y por la diferenciación de sus componentes aromáticos.
También, cabe destacar que dependiendo del tipo de finalidad que se quiere alcanzar existen diferentes tipos de catas, desde las más hedonistas que se hacen por el mero placer de conocer un vino hasta las profesionales donde su intención es determinar qué vino, entre una serie de ellos, es el que mejor características posee.
Aunque anteriormente las degustaciones comenzaban por examinar el color del vino, hoy día ya no se le concede tanta importancia. La característica más importante en el análisis sensorial es el aroma, luego el sabor, y por último el color. Por lo tanto, se puede decir que la técnica correcta para realizar una cata requiere de cuatro pasos: oler, saborear en la lengua, degustar en la cavidad faringe, y observar el color.
Saber catar un vino quiere decir que se sabe utilizar eficazmente los sentidos para interpretar las sensaciones visuales, olfativas, táctiles y gustativas. Por el olfato pueden percibirse tres tipos de aromas:
1. aromas primarios que se diferencian entre sí por el tipo de vid
2. aromas secundarios producidos por la fermentación y que son más persistentes
3. y los aromas terciarios o "bouquet" que dependen de la crianza

Aunque cada persona puede, obviamente, degustar los vinos a su manera, existen ciertos criterios a la hora de maridar vinos y ciertos platos.
Por ejemplo se aconseja acompañar a las carnes blancas, en especial los pescados y mariscos con vinos blancos y a las carnes rojas con vinos tintos o rojos de mucho cuerpo, esto obedece a que los sabores de los vinos blancos suelen ser menos intensos que los de los tintos y que las carnes de pescados y crustáceos son magras por lo cual no existen tantas grasas como para dificultar la degustación de vinos de «poco cuerpo» como suelen ser los vinos blancos.
La Consejería de Agricultura y Ganadería de la Junta de Castilla y León organiza cada dos años los Premios Zarcillo, considerados el certamen enológico más importante de habla hispana y el segundo del mundo en cuanto al número de vinos presentados. Cuenta con el reconocimiento y patrocinio de la Oficina Internacional del vino y la Unión Internacional de Enólogos. En el 2009 se convocó la VI edición Internacional y XIV nacional.

## Tipos de vinos
Existen dos criterios fundamentales de clasificación de los vinos: el geográfico y el del viduño o viduños con el que el vino está hecho. El primero predomina sobre todo en Francia y en general de Europa y el segundo en los países que han accedido a la comercialización del vino más recientemente, como Estados Unidos (California), Sudáfrica o Nueva Zelanda. Tales criterios de clasificación de los vinos afloran ya en las cartas de vino de los restaurantes.
En los restaurantes estadounidenses los vinos vienen agrupados en razón del viduño con el que están hechos. Uno se topa en la carta con la variedad Zinfandel, que se considera propia de California, o bien con la variedad Cabernet Sauvignon, etc. A poco que se entienda de vinos, resulta claro que nos vamos a encontrar en ambos casos con un vino tinto. Si nos encontramos con un Chardonay sabemos que nos vamos a encontrar con un vino blanco algo afrutado, etc. Una vez elegido el viduño, la opción pasa a centrarse ya en la bodega que lo elabora, que es otro elemento muy importante en la elección de vino. En los restaurantes europeos lo usual es encontrar los vinos clasificados por razón del color (blancos, tintos y rosados), para proceder ulteriormente a la elección de una concreta botella. Si se elige un vino blanco es fácil encontrar un “Rueda” —criterio geográfico— entre ellos. Si se elige tinto es fácil encontrar Rioja o Ribera del Duero, que son criterios geográficos. En Francia no se menciona el viduño. Está incluso prohibido que conste en la etiqueta de las botellas.
La clasificación de los vinos en razón de su origen geográfico como contrapuesta a su clasificación en razón del viduño tiene implicaciones comerciales. El criterio adoptado se convierte en una forma de percepción diferente. Ambas perspectivas son complementarias. Lo ideal es contar con los dos datos: el geográfico y el del viduño. Las Guías del Vino de Hugh Johnson sistematizan los vinos por nombres toponímicos. Un 80 % de las entradas son nombres toponímicos. La estadística final es pobre, pues da lugar, descontados los nombres toponímicos, a ocho categorías: cuatro derivadas del color, ocho del grado de dulzor y una de que contenga o no burbujas. Resulta un tanto tautológico: vino del Portugal es el que está hecho en Portugal; vino de Burdeos es el que está hecho en Burdeos, etc. Aparentemente proporciona más datos el viduño. No obstante es muy distinto el tratamiento que se da en Burdeos al Cabernet Sauvignon que el que recibe en California. La mera indicación del viduño resulta insuficiente. Los viduños, como los llaman los biólogos, no dejan de ser “cultivares”, de una única especie, la Vitis vinifera L., y como tales cultivares su identidad depende del lugar, clima, suelo y circunstancias de donde se cultiva. Es frecuente que entre los viñedos de una misma bodega haya uno muy especial que produce unas uvas de calidad muy superior al resto, aunque se trate del mismo viduño. Lo decisivo resulta el terruño.

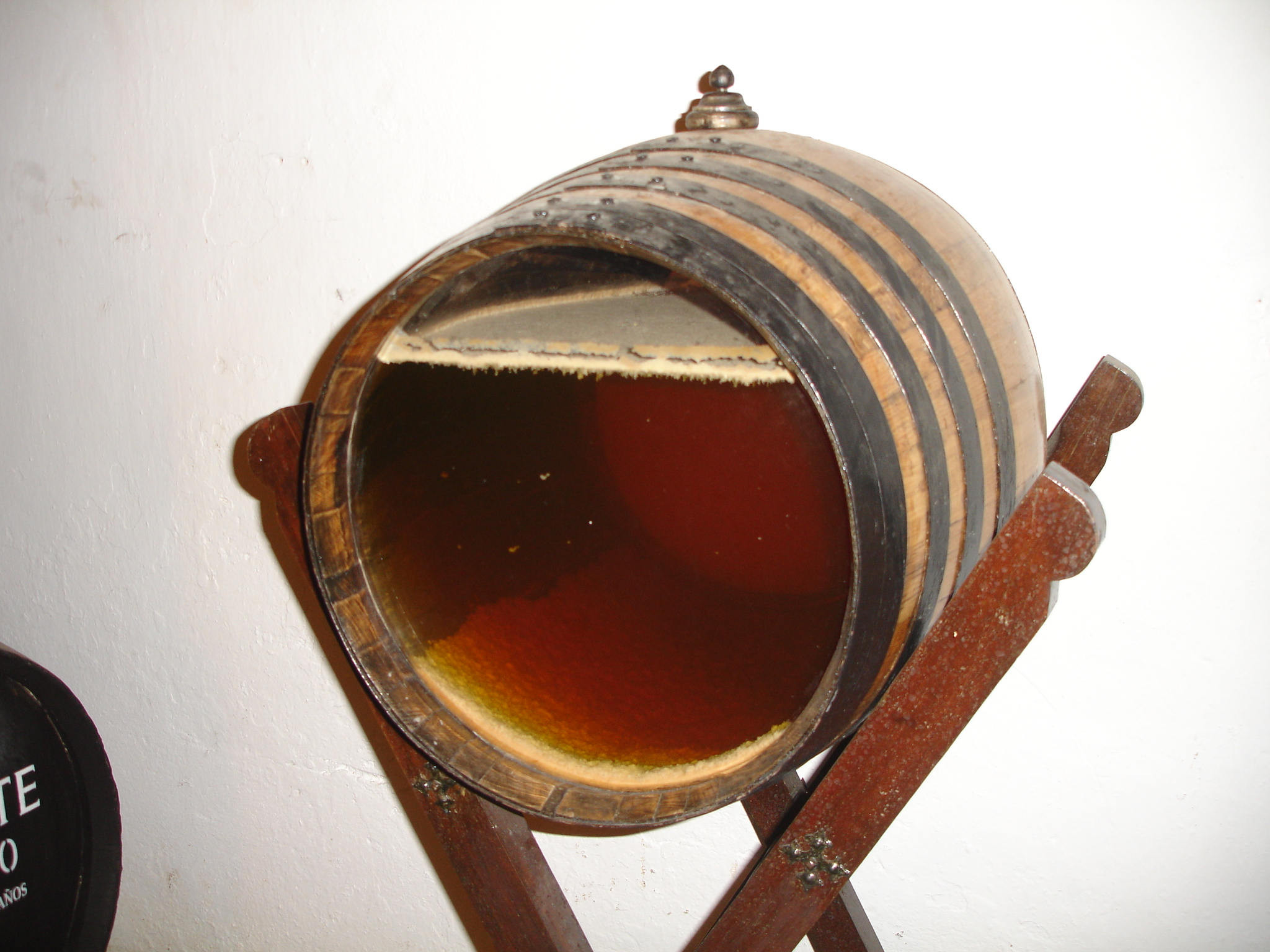
Barril con la capa de flor sobre el vino, que impide su oxidación

Viduño, más lugar en donde crece, más nombre de la bodega son las tres claves —las tres necesarias— para la elección de vino. Los vinos pueden clasificarse en razón de otros criterios: por razón del contenido de anhídrido carbónico; por su función como bebida; por su color, con todo lo que el ser blanco o tinto lleva consigo; por su graduación alcohólica; por su periodo de añejamiento. Luego está el criterio del dulzor, que es más complicado que el de medir conforme a cierta escala el grado de sacarosa. Entra el complicado criterio de “afrutado”. Hay vinos de “retsina”, de crianza en flor, vinos no comercializados, que suelen ser los mejores.. En la actualidad se ofrecen vinos desalcoholizados que poseen pequeñas cantidades de alcohol al mismo tiempo que poseen su aroma. Una de las técnicas para elaborar este tipo de vinos es la osmosis inversa. Los criterios de clasificación sobrepasan.

### Contenido de dióxido de carbono
El mosto de uva, al fermentar, produce mucho dióxido de carbono. Los vinos jóvenes conservan mucho más dióxido de carbono que los viejos. El vino que produce la bodega Barbadillo con el nombre de Castillo de San Diego, cuando es del año, contiene tanto dióxido de carbono que produce el mismo efecto sonoro al descorcharlo que al abrir un vino de aguja. Posteriormente se puede ver como sus burbujas ascienden en la copa. El “beaujolais nouveau”, embotellado apenas se ha convertido en vino, también presenta esas características. El dióxido de carbono hace los vinos más digestivos.
Se llaman vinos tranquilos, en inglés “still wines”, aquellos que no tienen una sobrepresión de dióxido de carbono. Los que la tienen reciben el nombre genérico de “sparkling wines”. Cuando el gas procede de gasificar el vino inyectándole gas se les suele llamar vinos carbonatados, “carbonated wines”. A tenor de la legislación comunitaria se llaman espumosos los vinos que tienen una sobrepresión superior a tres barias. Se llaman vinos de aguja aquellos cuya sobrepresión no es superior a 2,5 barias ni inferior a una. Por “vino de aguja” se entiende hoy día el levemente gaseado. Su equivalente italiano es el vino “frizzante”. En francés perlant o pétillant. Pétillant sirve para designar cualquier bebida gaseada, alcohólica o no.
Los más apreciados están hechos por el llamado método tradicional, consistente en provocar una segunda fermentación dentro de la botella, mediante adición de azúcar, mosto, lías, etc., con un cuidadoso sistema de crianza en bodega a temperaturas controladas. Terminada esa segunda fermentación, se retiran los residuos de la botella, que se ha procurado que esté boca abajo, para que sean cómodos de retirar, lo que queda muy facilitado si se congela esa parte de la botella. Esa operación se llama degüello. Suele aprovecharse el degüello para añadir algunas sustancias que den carácter al vino, que al ser tomado frío tiende a la insipidez. Es muy conveniente que esas sustancias sean poco tóxicas. El conjunto de esos aditivos es llamado “licor de expedición”. Ese tipo de vino en España se solía llamar “cava”. Pero “cava” ha pasado a ser una denominación de origen que no todos pueden usar. Comprende 135 distritos municipales, principalmente del Penedés; región que aporta el 90 por ciento de la producción. Las variedades usadas son Macabeo, Xarel-lo y Parellada, que se utilizan en mezcla. Las casas más famosas son Freixenet, Codorniu y Delapierre, que se han extendido fuera de España.
También cabe efectuar la segunda fermentación en grandes cubas, para posteriormente embotellar. Ello evita la necesidad de eliminar las lías o posos de la segunda fermentación. Pero tal procedimiento no se considera muy ortodoxo. En tal caso el tapón suele llevar impreso un círculo en lugar de una estrella que es el distintivo de haber utilizado el método tradicional. El procedimiento de gasear el vino origina un gas muy poco permanente. En tal caso el tapón suele llevar un triángulo. Si el gas proviene de la segunda fermentación tarda más en desaparecer y la botella puede estar descorchada más tiempo. También cabe rellenar una botella con otra, en vez de introducir un licor de expedición. El tapón lleva entonces una raya. También cabe embotellar cuando el vino no ha fermentado totalmente y todavía desprende gas.
Son emblemáticos los vinos de burbujas de Champaña. La región ha reivindicado con éxito el uso exclusivo del nombre. Ello ha dado lugar a que otras regiones francesas hayan adoptado la palabra “crémant”, para referirse a los vinos de burbuja. En Champaña hay casas famosas; pero también han florecido quienes compran cosechas y no tienen viñedos propios. Son los que más exportan y su distintivo es la sigla NM. También existen cosecheros que se unen, produciendo un champaña de cooperativa. Entonces resaltan la región de donde viene el vino. Son los más vendidos en Francia.
La letra b) del apartado 6, del artículo 6 del reglamento comunitario 2333/92 de 13 de julio reservaba la palabra “crémant” a los vinos elaborados en Francia y Luxemburgo. Pero la casa comercial Codorniu SA, titular de la marca registrada desde 1924 “Gran Cremant” demandó al Consejo de la Unión Europea por ese motivo. La sentencia de 18-V-1994 del Tribunal de Justicia de las Comunidades Europeas, promovida por Codorniu, anuló ese precepto. Crémant es nombre que debe asociarse a región determinada —tal es el “holding” de la sentencia—, pero no necesariamente a regiones de Francia y Luxemburgo.
La región de los Vinhos Verdes, al norte de Portugal, produce vinos de aguja de poca graduación alcohólica —unos nueve o diez grados— muy frescos, ácidos, afrutados y aceptados para la exportación, sobre todo los blancos. Se llaman verdes sobre todo porque la cosecha se recoge no completamente madura. Eso facilita la segunda fermentación. Son de tomar jóvenes. Las explotaciones agrícolas se llaman “quintas”. Y en efecto, como hacían los romanos, se suele emparrar las viñas, para lograr una producción más abundante. Tal práctica no es bien vista por la Unión Europea, que desea una producción baja. La región de los Vinhos Verdes, al norte de Portugal, produce vinos de aguja naturales. También existen vinos de aguja gasificados.

### Contenido de alcohol
Los vinos con poca graduación alcohólica se llaman “flojos” y los con mucha graduación alcohólica “generosos”. Por mucho contenido en azúcares que contenga un mosto, a los quince grados la fermentación se detiene. Después de la fermentación, a algunos vinos se les añade holandas; es decir, brandi sin envejecer y por tanto sin color marrón ni sabor a roble. Los más conocidos son el Jerez, el Oporto, el Madeira y el Marsala. Pese a esa adición de alcohol, se les sigue considerando vinos. La legislación comunitaria los denomina “vinos de licor”.

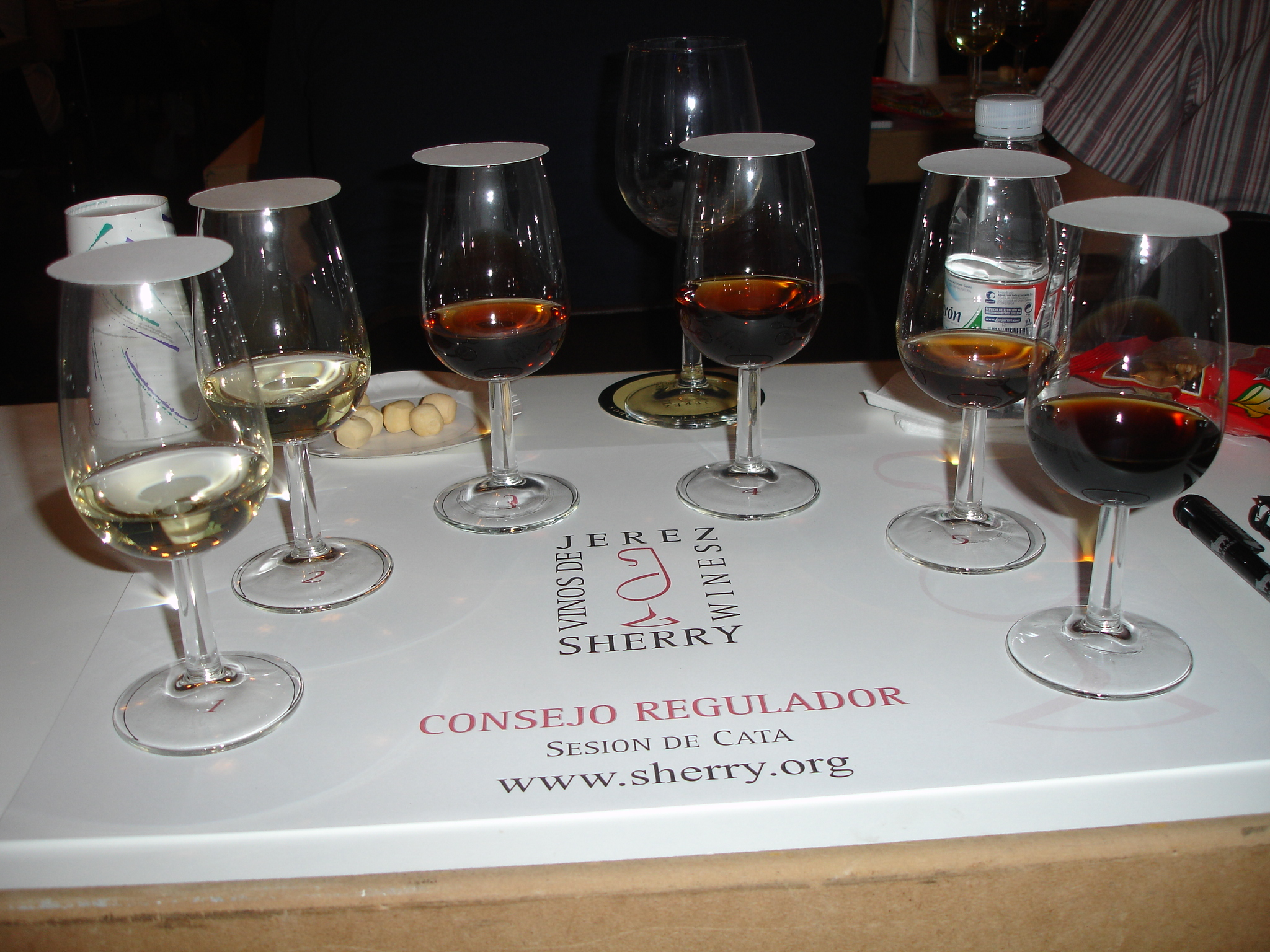
Cata de Jereces

Lo propio sucede con los vinos de burbuja. En los vinos elaborados con el método tradicional el proceso culmina generalmente con el agregado del llamado “licor de expedición”, que consiste también en el aditamento de un aguardiente, pero en este caso aromatizado, que dé gusto, regusto y retrogusto. Se añade en el último momento, cuando el tapón de crianza se sustituye por un cierre de corcho, para su expedición al mercado. Únicamente los llamados “brut nature” o “ brut natural” —lo que se hace constar en el etiquetado— carecen de licor de expedición. A primera vista parecería que los vinos sin adición de licor de expedición resultarían más baratos, por requerir menos manipulación, pero no es así. Esos licores de expedición suplen la falta o deficiencia del vino. Resulta difícil conseguir que un vino no necesite licor de expedición y cuyas características naturales como bebida sean las adecuadas. Los aguardientes, por buenos que sean, contienen alcoholes más tóxicos que el alcohol natural del vino. Resultan en consecuencia más digestivos los vinos no fortalecidos y los vinos de burbuja naturales.
Los vinos se conservan mejor si tienen una graduación alta. Por debajo de los nueve grados los vinos se estropean al cabo del año. Eso ha dado como resultado que últimamente proliferen en los mercados vinos con graduaciones altísimas: trece, catorce grados y hasta más grados. Tales vinos tienen el inconveniente de que resultan de excesiva graduación como vinos de mesa. Se corre el riesgo, si no se les añade agua, de acabar ebrio al final de una comida, habiendo apenas probado el vino.

### Funciones gastronómicas

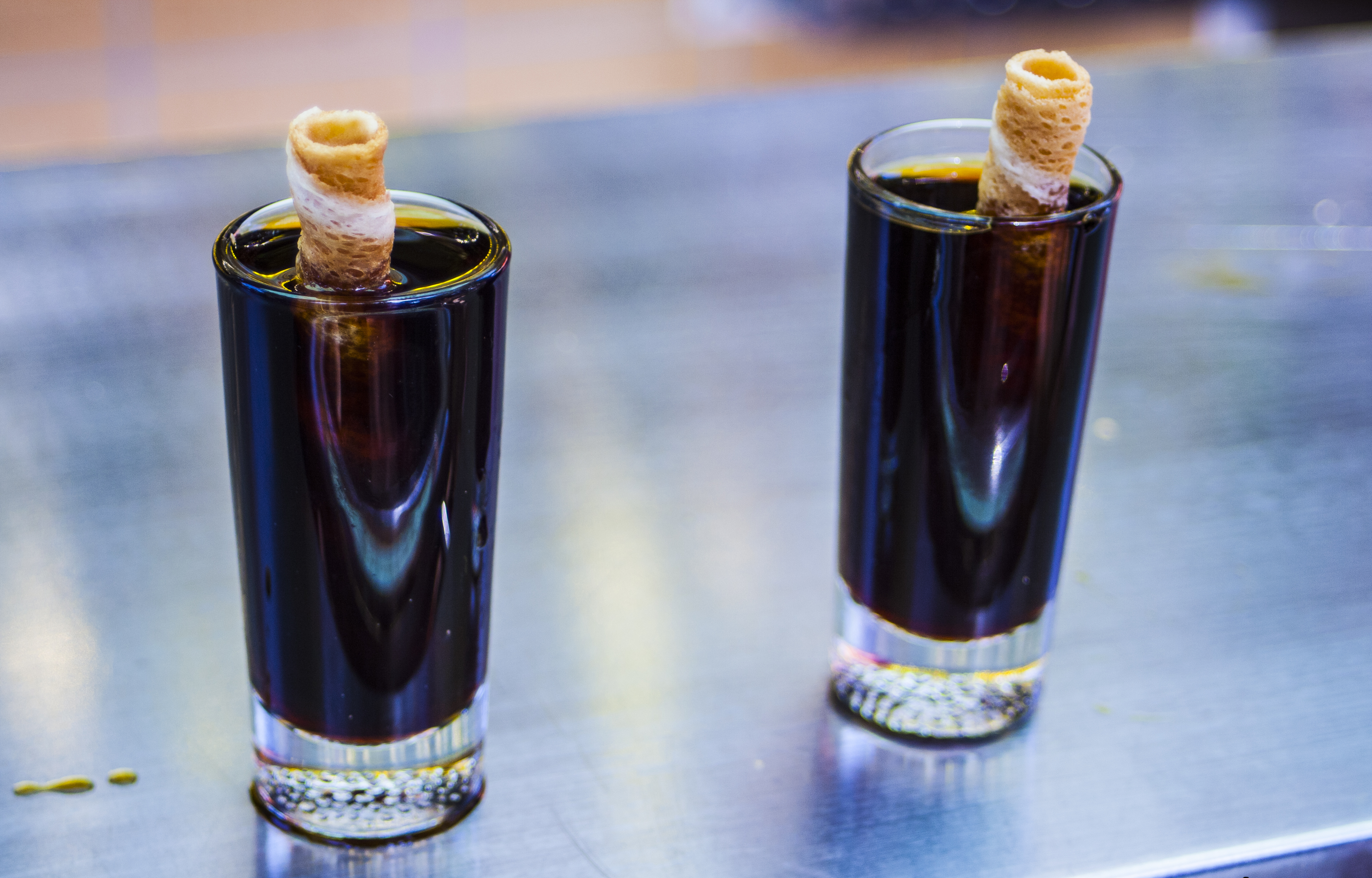
Chato de Vino Dulce Feria de Albacete

Los vinos destinados al consumo humano como bebida se llaman “vinos de boca”. Los vinos de boca son clasificables en distintas categorías en razón de su función gastronómica: de mesa, de postre y de aperitivo. El diccionario de la Real Academia española define como vino de mesa “el más común y ligero que se bebe durante la comida, a diferencia del de postre”. Se trata de un concepto gastronómico. Por lo que a las costumbres gastronómicas españolas se refiere, se considera que en una mesa bien dispuesta no puede faltar un vino tinto, efectivamente más ligero que los de postre, de no más de unos doce grados. Para la mesa no son aptos, en cambio, los vinos dulces o muy generosos en alcohol. Un Jerez o un Oporto, suelen ofrecerse tanto antes como después del almuerzo por sus características, pero no tanto para acompañarlo. Los conceptos gastronómicos son relativos. “¿Qué desea usted como vino de postre?”. La respuesta puede ser un vino dulce; o “sigo con el tinto”, etc. Esa misma persona puede querer otro vino de postre otro día o cambiar de vino de a lo largo de la misma comida.
El concepto de vino de mesa forma parte de una categoría más amplia: las bebidas de mesa. Escoffier considera “boissons de table” —bebidas de mesa— la sidra, la perada y el vino. Y entiende que el vino es la que mejor se adapta a todos los temperamentos. No menciona la cerveza, aunque muchos la escogen también para acompañar la comida. Conforme a la gastronomía japonesa, hay unos sakes, como el llamado “ginjo shu”, que se considera apto para acompañar el pescado y los crustáceos. El llamado “jyun meishu” se considera adecuado para combinar con platos agridulces. Por lo general se considera que el vino blanco es apto para los platos de pescado o de huevo y el tinto para las carnes. Cuanto más fuerte sea el guiso, caza por ejemplo, más fuerte y añejo debe ser el vino tinto.
En ocasiones “vino de mesa” se hace sinónimo de “vino de pasto”, entendiendo por tal el que alguien usa habitualmente en las comidas. En España, Portugal, Francia e Italia el vino nunca falta en las comidas, aunque se trate de una mesa pobre. En otros países se toma solo si se celebra una fiesta. Los vinos excepcionalmente buenos suele reservarlos quien los posee para grandes ocasiones y no para uso diario. Pero calificar “de pasto” a un vino no significa calificarlo de baja calidad. Alguien puede tomar como vino de pasto un vino muy bueno. Calificar de baja calidad un vino es llamarlo “vino peleón”. Lo propio sucede con el “vino de la casa”. En una casa, una casa comercial de comidas o una casa particular, se suele ofrecer como vino usual o de pasto uno determinado, que puede ser bueno o malo. El vino de la casa, ya casi nunca es producido por quien lo ofrece. Los grandes restaurantes se precian de ofrecer como vino de la casa uno muy caro y bueno.
Como consecuencia del reglamento 1493/1999 de 17 de mayo se prohibió a los vinos considerados de poca calidad, según unos determinados criterios hoy desaparecidos, que consignasen en su etiquetado ni añada, ni viduño ni lugar de origen. Solo podían poner en su etiquetado “vino de mesa” para que el comprador al comprar pudiese por lo menos conocer que se trataba de una botella de vino o y no de otro líquido. Por ese motivo “vino de mesa” se ha convertido en la mente de muchos en sinónimo de vino malo. No es así. Los vinos de Burdeos o de Rioja, aunque de calidad no discutida, son vinos de mesa, pero por si acaso no hacen constar en el etiquetado que son “vin de table” o “vino de mesa”.
Los vinos de postre son muy dulces, con dulzor de fructosa y generalmente están fortalecidos con holandas. Los de aperitivo son secos y también fortalecidos.

### Vinos aromáticos
Desde época romana es usual aderezar los vinos con especias, hierbas y otros aditamentos. El más conocido y popular de los vinos aromáticos es el vermut, aromatizado principalmente con sustancias amargas, generalmente provenientes de artemisas. Pero los ingredientes de un vermut pueden ser más de veinte.
Existen vinos quinados, basados en la adición de quina, que se obtiene de la corteza de unos árboles pertenecientes al género Cinchona, denominación puesta por Lineo en honor a Ana Osorio, condesa consorte de Chinchón y virreina del Perú. Los vinos quinados son considerados medicinales. La farmacopea administraba la quina en forma de “enolito”; es decir, utilizando el vino como excipiente. De ahí han salido los vinos quinados, como el Santa Catalina, que tienen la reputación de abrir el apetito. Una cucharada de vino quinado se consideraba adecuada incluso para niños. El tal vino suele ser en realidad una mistela. El St. Raphaël es un vino quinado y de yerbas, hecho en Francia de 16 % Vol. Apenas se reconoce en esas bebidas el sabor a vino.
El vino aromatizado con jugo de regaliz era denominado en la época clásica romana vinum glycyrrhizites. En fin, las posibilidades de aromatización son múltiples.

### Vinos jóvenes y añejos
En castellano se llama añada a la cosecha de cada año, especialmente en el caso del vino.
La vendimia tiene lugar en otoño y el primer vino (también llamado "caldo") es el mosto de uva fermentado y encubado durante unos cuarenta días, con un grado alcohólico aproximado de 12 %, muy popular en el Aljarafe sevillano.
Los italianos llaman al primer vino, “novello”, puede aparecer ya en noviembre, mes y medio después de la vendimia. El vino “novello” requiere una técnica particular de fermentación. Es muy oloroso y fragante y nada adecuado para el envejecimiento. En el hemisferio norte un vino deja de ser considerado joven el día 31 de agosto; fecha que se toma para computar la edad del vino. A partir de esa fecha el vino es del año pasado.
La añada es un referente importante en los vinos de mesa y suele constar en la etiqueta de la botella. En España, desde una orden ministerial de 1 de agosto de 1979 debe corresponderse con el de la cosecha al menos en un 85 %. El resto consiste en la adición de vinos de otras añadas, guardadas como reserva. La mezcla de vinos, que se suele denominar preferentemente con la expresión francesa “coupage”, es todo un arte. Con el “coupage” se pueden conseguir vinos muy uniformes a lo largo del tiempo independientemente de las diversas cosechas, si así se desea, o bien diversificarlos. Bastantes entendidos, no obstante admirar el arte del “coupage”, prefieren añadas sin mezcla alguna, con el resultado de que la diferencia entre las añadas buenas y malas es muy marcada; pero esas buenas añadas, por infrecuentes que sean, parecen compensar con creces los malos resultados de otros años. En Jerez ni siquiera se llega a señalar fecha de añada, como consecuencia del artesanal proceso de envejecimiento del vino usando caldo de varios años en criaderas y soleras. Solo cuando se entiende que una añada no necesita corrección ninguna no es mezclado y se marca con la añada concreta. Durante muchos años los vinos de añada de Jerez prácticamente desaparecieron del mercado, aunque actualmente el Consejo Regulador los ampara y han empezado a comercializarse en el sector de gama alta.

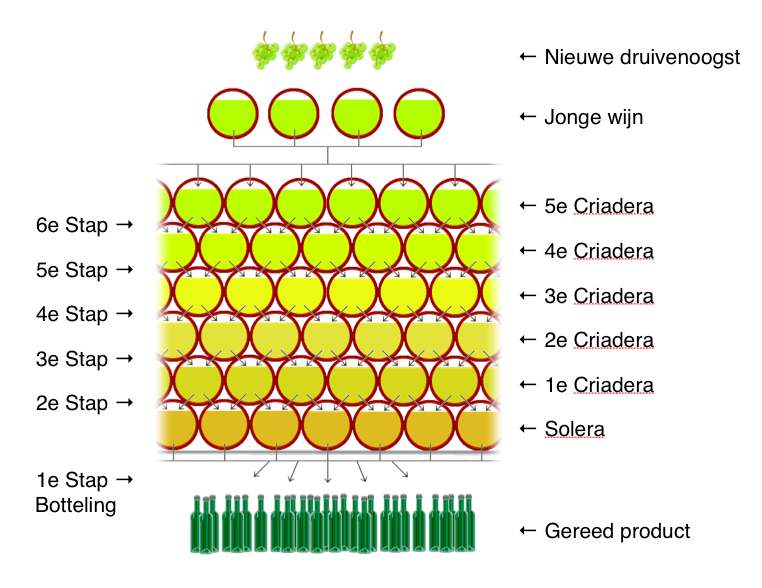
Esquema del proceso de envejecimiento en criaderas y soleras

Cuando los vinos comenzaron a comercializarse en botellas, se entendió que su vejez debía ser calculada por el tiempo que habían pasado almacenados en madera y no por el tiempo que hubiesen pasado almacenados en vidrio. El envejecimiento en madera elimina poco a poco el alcohol metílico que pudiera haber y la madera comunica taninos.
Ello es relativamente exacto, si por envejecimiento se entiende un lapso de tiempo relativo al almacenamiento en madera. Hay que tener en cuenta, no obstante, que en el caso de los vinos, a diferencia de lo que sucede con los aguardientes, un tiempo excesivo en contacto con madera resulta nocivo. Así lo hacía notar Alexis Lechine a propósito de los vinos de Rioja.
El artículo 8 del Real Decreto 157/88 de 22 de febrero (España) contempla lo que denomina la crianza por el sistema de añadas en el proceso mixto de madera y botella. “En todos los casos de crianza, ésta empezará a contar como mínimo —escribe Carlos Delgado—, a partir del 1 de enero siguiente a la campaña de elaboración”. Si se trata de tintos, “reserva” significa un mínimo de tres años en barrica y botella y un mínimo de doce meses en barrica. Si se trata de blancos o rosados significa mínimo de dos años en barrica y botella y mínimo de seis meses en barrica. Pero los consejos reguladores pueden subir el listón de envejecimiento en barrica. Así lo han decidido los de Rioja, Navarra y Ribera del Duero. en relación con la denominación “crianza”. En consecuencia, cuando llega al consumidor, lo certificado por el consejo regulador como “crianza” puede ser en realidad “reserva”, al haber completado su ciclo de crianza en botella. El resultado final es que el consumidor no sabe con exactitud qué periodo de tiempo estuvo en barrica un crianza una reserva y un gran reserva y desde cuándo dejó de estarlo.
El consumidor no tiene a su disposición una terminal para conocer lo que significa legalmente crianza, reserva y gran reserva en los diversos periodos de la historia legislativa española, con las correspondientes decisiones de los consejos reguladores, en relación con los vinos blancos y rosados de un lado y con los vinos tintos de otro. Incluso teniendo esa información, no logra conocer con exactitud más que aproximadamente el tiempo de permanencia en madera. La ley 24/2003 previó nuevas denominaciones para indicar la edad: roble, añejo, viejo, crianza, reserva y gran reserva. Son muy de agradecer las etiquetas que expresan con claridad. Vendimia: septiembre octubre. Barrica roble: 12 meses. Embotellado en diciembre de 2005. Variedad tempranillo, etc.

## Vinos del mundo

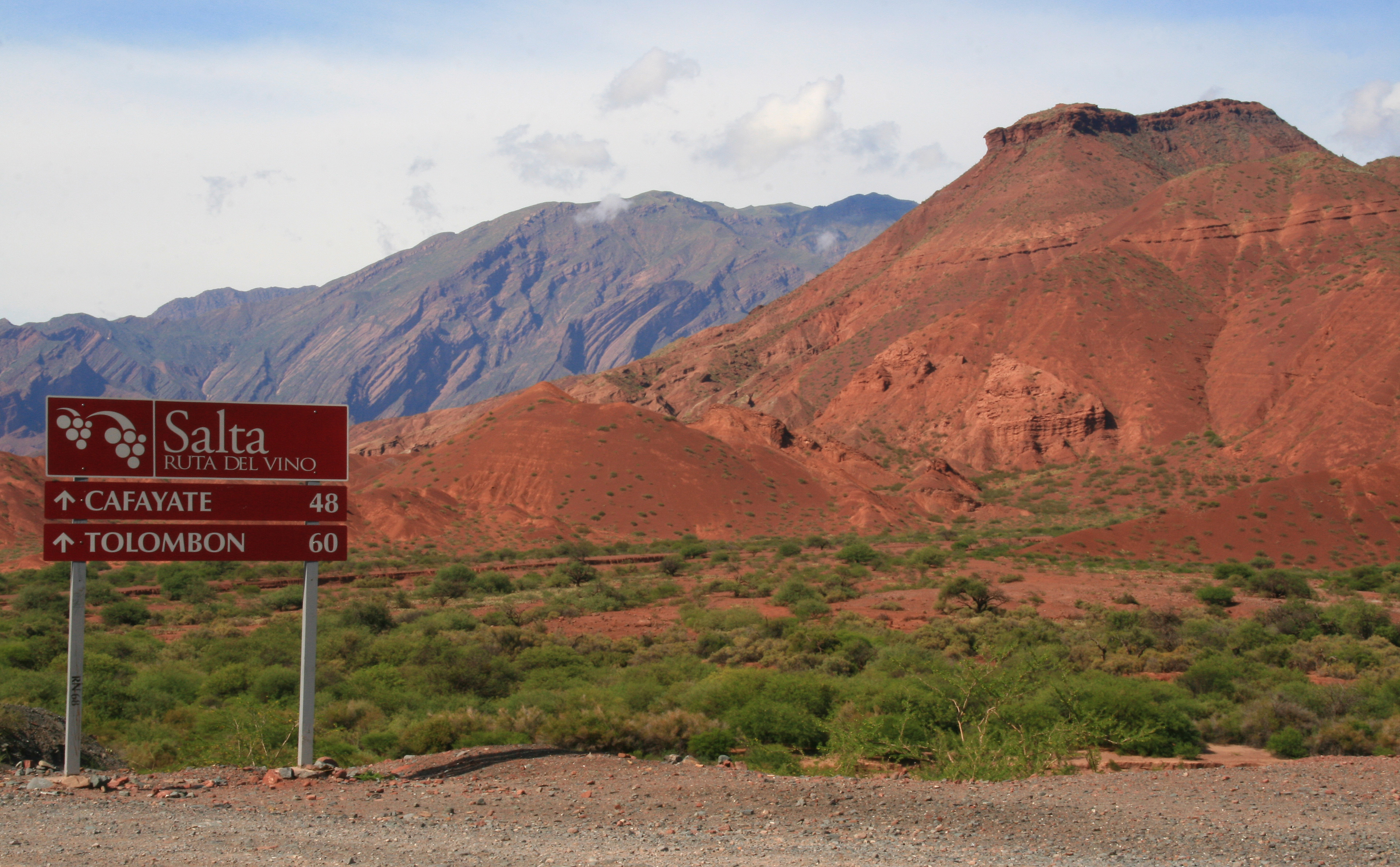
Ruta del vino de Salta en Argentina.

No existe una norma absoluta para clasificar los diferentes tipos de vinos que existen. Una forma practicada por instituciones como Le Cordon Bleu, respeta la denominación utilizada en el Viejo Mundo (Europa y Asia Menor, cuando se habla de vinos), que lista a los vinos según la región de la que proceden. El razonamiento para usar este sistema dice que el clima y tipo de suelo donde la vid ha crecido, tienen la mayor contribución al carácter de la bebida. Este sistema ha llegado a tener legislaciones a nivel nacional en varios países, donde el término "denominación de origen" (D. O. en España, A.O.C. en Francia, DOCG en Italia, QmP en Alemania, D.O.C. en Portugal) garantiza la elaboración en una zona geográfica con unos parámetros mínimos de calidad. Bajo el sistema D. O., los tipos de uva empleados en un vino pasan a tener menor importancia.
En el Nuevo Mundo se da preferencia a denominar los vinos según el tipo de uva que se ha utilizado. En el contexto vinícola, "Nuevo Mundo" significa todo lo que no es "Viejo Mundo", es decir, además de América, son incluidos Australia, Nueva Zelanda y África del Sur.
La diferencia entre los dos tipos de clasificaciones radica en que el Nuevo Mundo, al estar menos restringido por la tradición vinícola Europea, ha preferido comercializar sus vinos como varietales. Un vino varietal es aquel elaborado con un solo tipo de uva, o es una mezcla donde hay un tipo de uva que predomina sobre los demás (de 75 a 90 %, depende del país). En cuanto a las variedades, Italia cuenta el mayor número de variedades de vid autóctonas.
La reina Claudia, primera esposa de Francisco I de Francia, dio nombre a una ciruela, llamada en su recuerdo "ciruela claudia". Esa variedad de ciruela se cultiva hoy en muchos lugares y el prestigio de las ciruelas que comía Claudia la reina, no dio en interesarse especialmente por el huerto de doña Claudia, sino por la variedad de ciruela que ingería. Hay terruños mejores y peores; tanto para las ciruelas, como para el vino, como para los melones; pero no basta con elegir unos terruños acreditados y desinteresarse por lo que allí se va a plantar. Hay que decantarse primero por un viduño y posteriormente buscar el lugar más adecuado para cultivarlo en condiciones.
Según esta forma de percepción hay tantas clases de vinos como viduños. Burdeos es otro lugar más donde se produce Cabernet Sauvignon; Champaña, otro lugar más donde se produce Chardonnay. Predomina, por así decirlo, el ius sanguinis sobre el ius solis. Los vinos franceses no mencionan el viduño. En Francia, está prohibido, en relación con los vinos con denominación de origen —excepto los de Alsacia— dar información en la etiqueta sobre el viduño utilizado en la confección del vino.
Imponer esta forma de percepción tiene visos de guerra comercial, fundada, no sin razón, en que se puede sacar más partido a los viduños tradicionales franceses o europeos plantándolos en otras regiones más adecuadas. Con todo, catalogar los vinos por viduños se presta a clasificar mejor los vinos. Si de un vino nos dicen que es Rioja no sabemos si es blanco o tinto o qué. Si nos dicen que es tempranillo, sabemos mucho más.
El viduño suele figurar en muchas etiquetas de España, de Alemania —donde es referente muy importante— y de otras regiones. Es elemento decisivo para identificar un vino. Permite comparaciones más amplias que las puramente regionales. Pero tiene sus límites. Los viduños son variedades cultivares —como dicen los biólogos—de la Vitis vinifera, L. Es la forma de cultivo lo que hace al viduño y esas formas de cultivo dependen de las costumbres, meteorología y terrenos locales. El viduño es mutable y también cambia de nombre con facilidad. Un viduño de origen americano ha recibido como nombre Clinton. Su plantación está prohibida en la Unión Europea por la legislación comunitaria. Clinton es bienvenido a Europa en carne mortal deambulatoria, pero no encarnando un viduño y germinando en suelo europeo.
Un tercer referente muy importante —además del viduño y del lugar donde creció— es la casa comercial que los pone en venta. El prestigio de determinadas bodegas —en el sentido de casa comercial— es casi siempre decisivo.

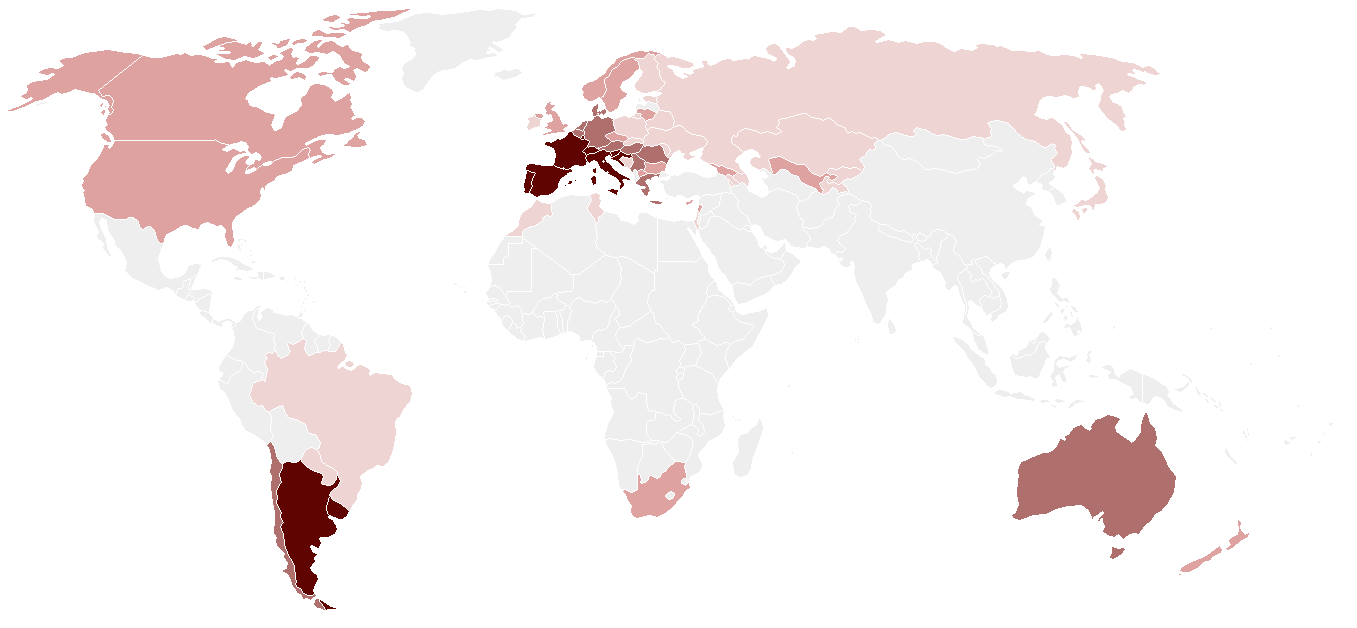
Consumo mundial de vino, per Capita:
- ██ - Menos de 1 litro.
- ██ - Desde 1 hasta 7 litros.
- ██ - Desde 7 hasta 15 litros.
- ██ - Desde 15 hasta 30 litros.
- ██ - Más de 30 litros.

## Producción mundial
La uva es una de las frutas más recolectadas en el mundo. En el año 2008 casi el 60 % de la superficie de viñedos mundial se encuentra repartida entre los diferentes estados de la Unión Europea, el territorio americano (norte y sur) posee tan solo un 12% de la superficie. De toda la recolección de la uva la mayoría se dedica a producción vinícola (aproximadamente un 66 % en 2008). El porcentaje varía de país en país debido a su situación geopolítica y a sus creencias religiosas. No obstante el país que más dedica la uva a consumo de la uva en forma fruta es China. La vid supone apenas un 0.5 % del total de la superficie dedicada mundialmente a la agricultura.
Con más de 40 millones de hectolitros, en el año 2012, y 90 Denominaciones de Origen Protegidas, España fue el segundo productor mundial de vino, por delante de Italia y por detrás de Francia, según datos del Instituto de Comercio. Y en el año 2016, fue la tercera en cuanto a producción (37.8 millones de hectolitros), por detrás de Italia (48.8 mill. hl) y Francia (41.9 mill. hl), y por delante de la de Estados Unidos (22.5 mill. hl).
| Puesto | País           | Producción (millones de hectolitros) |
| ------ | -------------- | ------------------------------------ |
| 1      | Italia         | 50,2                                 |
| 2      | Francia        | 37,6                                 |
| 3      | España         | 35,3                                 |
| 4      | Estados Unidos | 24,1                                 |
| 5      | Australia      | 14,2                                 |
| 6      | Chile          | 13,4                                 |
| 7      | Argentina      | 12,5                                 |
| 8      | Sudáfrica      | 10,6                                 |
| 9      | Alemania       | 8,0                                  |
| 10     | Portugal       | 7,3                                  |
| 11     | China          | 5,9                                  |
| 12     | Rusia          | 4,5                                  |
| 13     | Rumania        | 4,5                                  |
| 14     | Brasil         | 3,6                                  |
| 15     | Nueva Zelanda  | 2,7                                  |

El consumo per cápita de vino ha descendido desde la década de los 70 en países tradicionalmente productores como Francia (en un descenso de casi un 40 % en 2006). Las razones de este descenso son complejas y han formado parte de numerosos estudios económicos. No obstante, en otros países el crecimiento ha sido sostenido. Según el International Wine and Spirit Record, el consumo mundial de vino seguirá creciendo en los próximos años y se pronostica que, en 2012, Estados Unidos alcanzará a Italia como primer consumidor mundial.[actualizar] Los estadounidenses gastan más en vino que cualquier otro país. En 2007 compraron vino por valor de 22 000 millones de dólares. También se percibe el crecimiento en economías emergentes como Rusia y China, cuyos niveles de consumo alcanzaron en la década de 2010 a los de países europeos.
Se pronosticó un aumento de la producción del 3,83 % en el lapso 2008-2012 a algo más de 3000 millones de cajas de 9 litros. El consumo aumentaría a una tasa aún mayor, del 6 %, para alcanzar los 2800 millones de cajas. El consumo también es constante en zonas como Sudáfrica, Australia y Nueva Zelanda. Los vinos australianos y sudafricanos son predominantes en el mercado británico y su consumo está creciendo desde finales del siglo XX.
La forma de elaborar el vino en la actualidad, empleando los avances tecnológicos que proporcionan una alta conectividad entre los expertos del mundo ha dado lugar a un nuevo concepto denominado Globalización del vino. Este nuevo concepto hace que viñedos aparentemente separados geográficamente sean tratados de forma similar por un mismo enólogo.

## Comercio exterior del vino

### Evolución de los principales exportadores de vino en el mundo
Los tres principales exportadores mundiales de vino son Francia, Italia y España. Se puede apreciar que el nivel de exportaciones de estos países tuvo fluctuaciones entre el 24 % y el 40 % durante el último quinquenio.
Las cifras presentadas en la tabla a continuación son en dólares estadounidenses valor FOB.

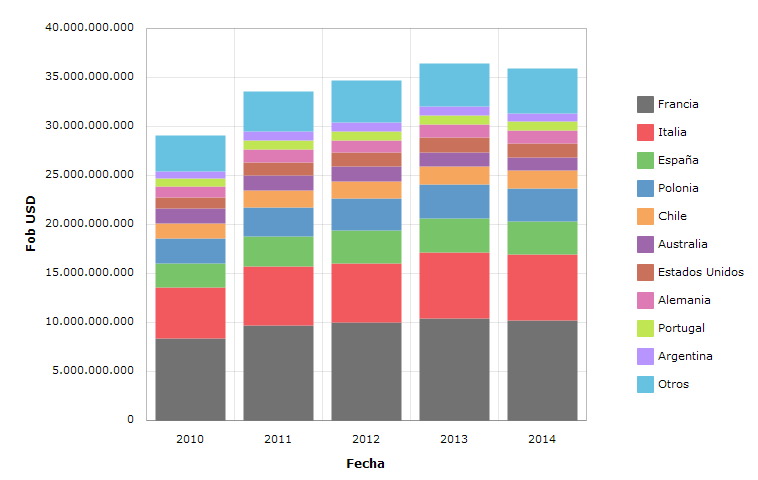
Evolución de los principales exportadores mundiales de vino en el periodo 2010-2014. [http://trade.nosis.com/es/Comex/Importacion-Exportacion/Mundial/vino---vino-de-uvas-frescas-incluso-encabezado-mosto-de-uva-excepto-el-de-la-partida-2009/WD/2204 Fuente

| Fecha País Exportador | 2010          | 2011          | 2012          | 2013           | 2014           |
| --------------------- | ------------- | ------------- | ------------- | -------------- | -------------- |
| Francia               | 8.363.450.305 | 9.734.318.672 | 5.398.403.607 | 10.410.705.225 | 10.186.311.092 |
| Italia                | 5.192.250.263 | 5.998.647.726 | 3.218.920.917 | 6.696.345.928  | 6.772.898.965  |
| España                | 2.479.854.859 | 3.046.067.543 | 3.345.397.042 | 3.545.220.891  | 3.375.026.773  |

### Evolución de los principales importadores de vino en el mundo
Los tres principales importadores mundiales de vino son Estados Unidos, Reino Unido y Alemania. El nivel de importaciones de estos países tuvo fluctuaciones inferiores al 25 % durante el último quinquenio.
Las cifras presentadas en la tabla a continuación son en dólares estadounidenses valor FOB.

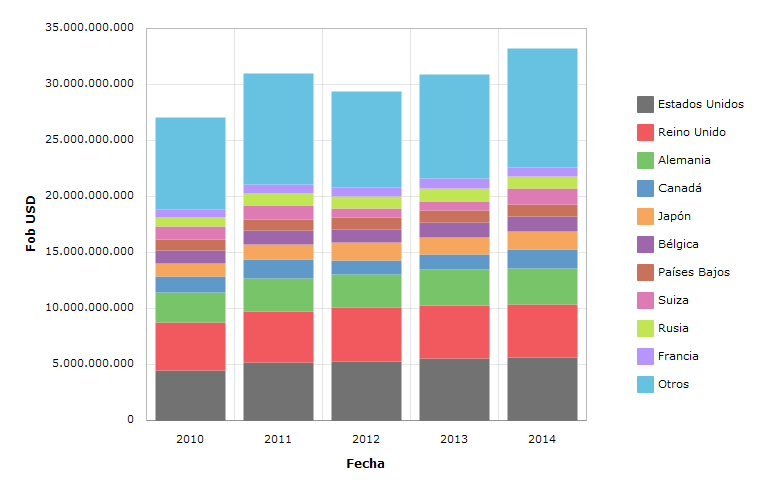
Evolución de los principales importadores mundiales de vino periodo 2010-2014. [http://trade.nosis.com/es/Comex/Importacion-Exportacion/Mundial/vino---vino-de-uvas-frescas-incluso-encabezado-mosto-de-uva-excepto-el-de-la-partida-2009/WD/2204 Fuente

| Fecha País Importador | 2010          | 2011          | 2012          | 2013          | 2014          |
| --------------------- | ------------- | ------------- | ------------- | ------------- | ------------- |
| Estados Unidos        | 4.450.207.243 | 5.141.103.568 | 5.308.373.047 | 5.494.762.322 | 5.584.737.817 |
| Reino Unido           | 4.274.139.356 | 4.620.856.087 | 4.808.496.756 | 4.787.640.449 | 4.748.922.424 |
| Alemania              | 2.700.093.660 | 2.959.627.613 | 2.916.962.583 | 3.186.997.157 | 3.215.841.164 |

## Formas de servir el vino

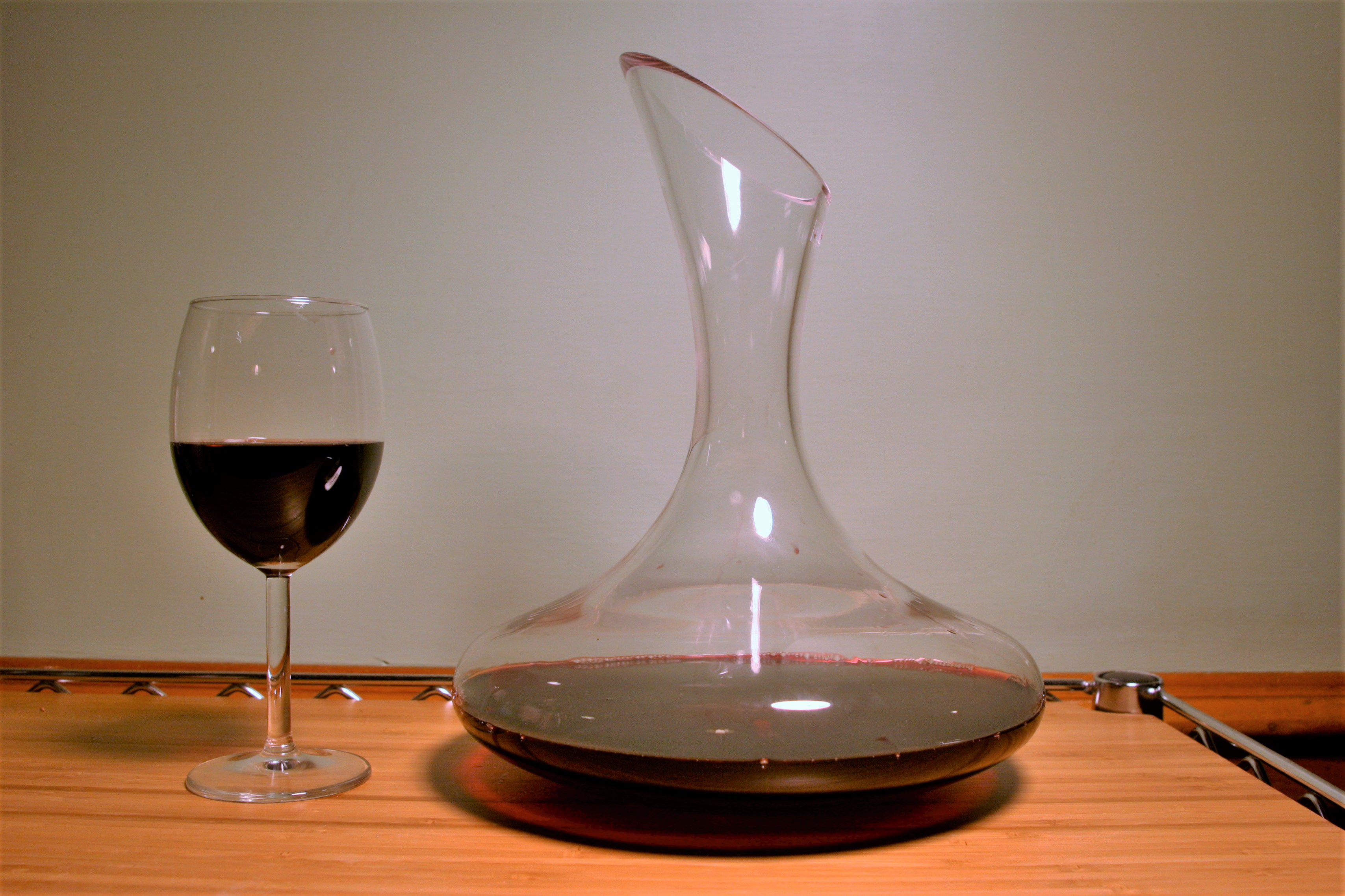
Decantador empleado para airear algunos vinos.

También es costumbre que los vinos blancos se beban frescos (que tengan una temperatura de entre 8°C a 10 °C) y que los vinos tintos se beban a «temperatura ambiente» (para esto se descorchan aproximadamente entre una a media hora antes de ser bebidos), entendiendo como tal la de la bodega, y en tal caso se aconseja beber un vino tinto que tenga una temperatura de 18 °C a 22 °C (algunos consideran temperaturas incluso más bajas: 15-16 °C, e incluso 13-14 °C para los tintos jóvenes o los claretes). En cuanto a los vinos blancos, aunque el consejo de beberlos frescos es generalizado, existe la excepción cuando se bebe en climas fríos; por su parte los espumosos como el champán pueden llegar a servirse con sus botellas dentro de envases con hielo y es aconsejable evitar cambios bruscos de temperatura como los producidos por un congelador.
En cuanto al champán, aunque es popular y divertido hacer el mayor ruido al destapar las botellas e incluso hacer «saltar» parte de este vino al ser destapado, la etiqueta establece que el destapado debe ser silencioso (esto se entiende principalmente en los restaurantes, lugares en los cuales no se debe importunar a los demás concurrentes).
El decante: existen recipientes decantadores en los cuales se vierten los vinos para que se aireen y se decanten sus sedimentos. El vino así destapa sus aromas ("se abre") permitiendo apreciarlos mejor.
Se recomienda el uso de copas de cristal transparente para poder apreciar el color y las tonalidades del vino (excepcionalmente se usan en ocasiones copas coloreadas para degustar los vinos blancos de Alsacia y el Rin) estas copas, como las que se observan en las fotos, poseen una ligera combadura hacia adentro (no tan evidente como en las copas de coñac) y una boca bastante ancha, la ligera combadura permite mantener mejor los aromas, la boca ancha posibilita ver mejor los matices y brillos del vino. Estas copas se llenan en sus 2/3 con vino y luego el vino se bebe lentamente para poder apreciar las distintas «tonalidades» gustativas. Una excepción importante en la forma de las copas para vino la constituyen las copas para vinos espumosos como el champán («champaña»): fue común que se bebiera el vino espumoso en copas de amplias bocas, aunque lo más correcto es todo lo contrario: los vinos tipo champán se toman en copas alargadas y estrechas.

## Almacenamiento

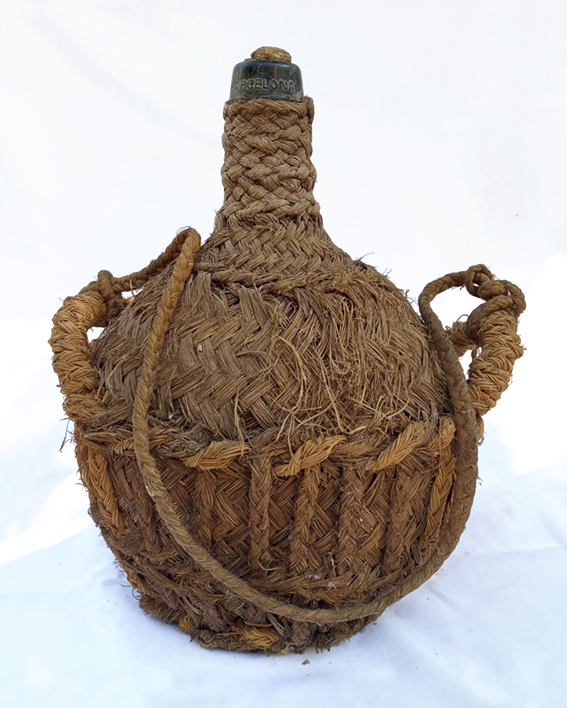
Bombona o damajuana antigua para almacenar el vino en la zona de La Mancha

No todos los vinos están preparados para largos periodos de almacenamiento (o añejado), solo ciertos vinos de crianza, la gran mayoría es aconsejable se consuma en el propio año. Por regla general los vinos tintos se conservan mejor que los blancos. Un primer añejado puede darse en las propias bodegas, los vinos finos suelen ser guardados en toneles de roble, la madera de estos suele conferirles, añadirles, matices especiales a los vinos en ellas guardados. No todos los vinos pueden ser añejados, de hecho tan solo un 1 % de los vinos puede hacerlo. Para ello este necesita una temperatura constante entre 7 y 21 °C, siendo la ideal 14 °C.
En las viviendas se recomienda guardar los vinos finos en armarios o bodegas acondicionados, las cuales deberían reunir condiciones similares al de las bodegas (oscuridad, ambiente fresco y estable, humedad relativamente alta, ausencia de vibraciones...) y en los cuales se depositaran acostadas las botellas. Salvo cosechas excepcionales no se necesitan más de cuatro años para alcanzar su punto óptimo, un vino fino de cosecha puede llegar a "oxidarse" si el añejado supera ciertos años, pero depende mucho de la uva o uvas que lo forman, de su crianza y de su porcentaje de alcohol (mínimo 12 % para un vino de guarda), de hecho, vinos de crianza donde primen las uvas Cabernet Sauvignon o Tempranillo suelen tener una larga vida, de ahí, que sean las cepas de estas uvas las predominantes de los Burdeos o los Riojas respectivamente.
Uno de los problemas que puede haber con el vino es la denominada contaminación del corcho, debido a la presencia de 2,4,6-trichloroanisole (Abreviadamente denominado como TCA). Los corchos de botellas afectados suelen presentar un olor enmohecido. Suele presentarse en botellas almacenadas junto a grandes depósitos de madera. Este problema fue de grandes dimensiones en algunos países en la década de los 90, lo que vino a dar en una nueva generación de tapones alternativos al corcho.

## Usos del vino

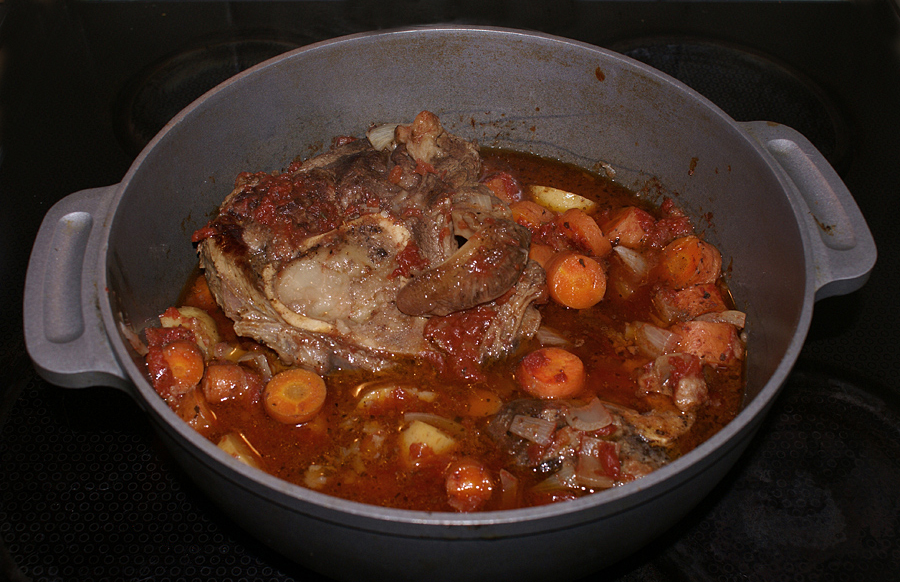
La salsa que acompaña el ossobuco se suele regar en vino blanco para disolver los aromas de las hierbas y conjuntarlas con la carne.

El vino acompaña a la humanidad desde hace casi ya más de 7000 años. No es de extrañar que los usos proporcionados por el vino durante este tiempo hayan sido más que lúdicos. En la historia se puede ver como su ingesta se ha asociado en las diferentes culturas a rituales religiosos (culto a Dionisios en la Grecia Clásica), alquímicos, mágicos, culinarios, medicinales, etc.
| Puesto | País            | Consumo (litros anuales) |
| ------ | --------------- | ------------------------ |
| 1      | Portugal        | 51,09                    |
| 2      | Luxemburgo      | 54,6                     |
| 3      | Francia         | 46,9                     |
| 4      | Italia          | 46,0                     |
| 5      | Suiza           | 35,3                     |
| 6      | Austria         | 30,6                     |
| 7      | Australia       | 28,7                     |
| 8      | Alemania        | 27,5                     |
| 9      | España          | 26,2                     |
| 10     | Países Bajos    | 26,1                     |
| 11     | Bélgica         | 26,0                     |
| 12     | República Checa | 25,6                     |
| 13     | Suecia          | 25,5                     |
| 14     | Rumania         | 24,6                     |
| 15     | Grecia          | 24,5                     |
| 16     | Argentina       | 24,5                     |

### Culinarios
Los vinos tienen un uso primordial como bebida pero desde muy antiguo ha participado de una u otra forma en las recetas culinarias de los países del mediterráneo. En la época de Bizancio se empleaba en la elaboración de salsas que contenían diversas especias como: azafrán, pimienta, canela y que se hervían hasta reducirse a mitad de volumen, era el civum conditum El uso de vinos en las salsas se emplea como fuente de disolución de los aromas debido a su contenido alcohólico, la reducción a la que se somete hace que su alcohol desaparezca por completo. Por regla general la calidad del vino empleado acaba reflejándose en la calidad final de la salsa. El vino, en forma de vinagre, se emplea en numerosos platos con el objeto de proporcionar un sabor ácido, tales son las ensaladas, sopas, estofados, etc. Entre los platos que contienen vino como uno de sus ingredientes se encuentra el francés coq au vin (Gallo al vino), el charoset judío, o fríos como puede ser el sorbete de champán. El empleo de los vinos fortificados en la cocina se emplea al final de la elaboración de los mismos, con el objeto de mantener cierto contenido alcohólico, un ejemplo es la cuchara de jerez que se añade a los consomés justo antes de servir. Los vinos se emplean también como marinado de algunos ingredientes, un ejemplo se encuentra en la cocina de Aragón (España) en el que se marina una liebre en vino antes de realizar el guiso al día siguiente, el plato se denomina llebrada. En la elaboraciones de postres como la pera al vino habitual en la cocina riojana.
Es particularmente común emplear vinos secos para la elaboración de platos fuertes. Así mismo, los vinos tintos son más usados para platos de carnes rojas, mientras que los vinos blancos suelen emplearse en platos de pescados, mariscos o verduras (si bien hay excepciones a esta regla). Por su parte, los vinos dulces son usados más bien para postres.

### Bebida
El consumo mayoritario de vino se suele hacer como bebida. En algunos países se suele rebajar el vino con agua o con soda y con cubitos de hielo durante los días cálidos, tal es el caso de los Weinschorle alemanes, los llamados quebrachos en Argentina (por regla general tintos con fuerte contenido tanino), el ponche con Culén chileno. A veces se sirve con una mezcla de frutas cortadas en trozos, tal es el zurracapote (una especie de sangría), la borgoña de frutilla chilena, etc. A veces se mezclan con zumos como la mimosa con zumo de naranja. En los países del norte de Europa en los instantes más crudos del invierno suele hacerse Glühwein (vino caliente especiado) y el Feuerzangenbowle, así como el nórdico glögg. Los vinos especiados son famosos desde la época del Imperio romano, uno de los más conocidos es el Conditum Paradoxum.
Con menos tradición antigua, pero no menos populares están las mezclas como el calimocho que es un cóctel mezcla de vino tinto y un refresco carbonatado de cola a partes iguales (con este nombre se le conoce popularmente en España, también como mochete, Rioja libre o Jote), y el tinto de verano (vino con gaseosa).
De un modo particular es posible la elaboración de cócteles con vino, tal es el caso de países como Chile, donde se preparan aquellos tales como el terremoto, la vaina, borgoña, ponche romano, etc.

### Medicinales
El empleo del vino como medicina se remonta al antiguo Egipto, donde se empleaba como infusión de diferentes hierbas medicinales. Hipócrates menciona su uso como desinfectante de las heridas o como un vehículo de otros medicamentos. De la misma forma Galeno ilustra ejemplos de su uso ya entonces en medicina como tonificante y estimulante de la digestión.
Contrario a la opinión errónea de algunos, las bebidas alcohólicas no son estimulantes mentales, sino que, en realidad, son sedantes y calmantes del sistema nervioso central. «Den ustedes licor embriagante al que está a punto de perecer, y vino a los que están amargados de alma», no como estimulante mental para que tales personas sean más conscientes de su desgracia, sino, más bien, como dice el proverbio, para que pueda ‘olvidarse de sus problemas’ (Pr 31:6, 7.) pues como calmante, el vino mezclado con mirra, adormidera o ajenjo se administraba a los moribundos y reos de tortura. Los romanos tenían la antigua costumbre de dar a los criminales vino avinagrado (posca) mezclado con mirra o hiel para mitigar el dolor de la ejecución. Quizás esta es la razón por la que los soldados romanos le ofrecieron a Jesús vino mezclado con mirra o hiel cuando lo crucificaban. (Mr 15:23.)
En muchos casos desde la Edad Media el uso del vino se relacionó con la magia y la alquimia. En 1555 el autor alquimista Alessio Piemontese escribió numerosas recetas con vino. Sin embargo, a partir de la destilación descubierta por Arnau de Vilanova (aqua vitæ), el uso medicinal del vino pasó a un segundo plano. A partir del vino, y por las cualidades antioxidantes que posee, se producen cosméticos que tonifican la piel.

### Elaboración de otras bebidas
El vino a veces suele destilarse lo que da lugar a otro tipo de bebidas con una mayor concentración de alcohol. Un caso de bebida es el brandi que se elabora a partir de la destilación de vinos específicos. Los aguardientes como el pisco son elaborados a partir de los destilados del vino. En algunos casos los propios aguardientes se emplean en la elaboración de otros vinos, como en el caso de los vinos fortificados. Un porcentaje de los vinos se dedica a la elaboración de vinagres de diferentes tipos.

### Religiosos
El vino es utilizado en las ceremonias religiosas de confesiones cristianas. En la Iglesia católica para celebrar la misa se utiliza vino, "el cual ha de estar mezclado con un poco de agua".
Vale cualquier vino de uva; pero suele utilizarse un vino dulce de baja graduación, en el que el mosto no ha sido apagado con alcohol, sino que está hecho con uvas sobremaduras por lo que tienen muy poco fermento y sobre todo muy poco nutriente de fermento. Por ese motivo la trasformación del azúcar en alcohol se detiene espontáneamente a los seis o siete grados e incluso antes.
Según la Biblia el vino es uno de los dones incluidos entre las bendiciones que Yahvé ha dado a la humanidad. El vino “regocija el corazón del hombre mortal”, pone al corazón de “humor alegre”. (Sl 104:15; Est 1:10; 2Sa 13:28; Ec 2:3; 10:19; Zac 10:7.) Por consiguiente, Daniel no bebió vino mientras estaba de duelo. (Da 10:2, 3.) Un suministro abundante de vino, simbolizado por la “vid” en la expresión repetida con frecuencia ‘sentarse bajo la propia vid y la propia higuera’, indica prosperidad y seguridad bajo la gobernación justa de Yahvé. (1Re 4:25; 2Re 18:31; Isa 36:16; Miq 4:4; Zac 3:10.) El vino también está incluido en las bendiciones de restauración prometidas por Yahvé. (Joe 3:18; Am 9:13, 14; Zac 9:17.)
La utilización del vino en la eucaristía se origina en el relato de la Última Cena hecho en los evangelios, donde se cuenta que Jesús de Nazaret compartió pan y vino con sus discípulos y ordenó a sus seguidores "hacer esto en memoria mía" (Evangelio según san Lucas 22, 19). Las creencias acerca de la naturaleza de la eucaristía varían entre las distintas denominaciones cristianas. Los católicos, por ejemplo, sostienen que el pan y el vino se transforman («transubstancian») en el Cuerpo y la Sangre de Cristo mediante un proceso llamado transubstanciación.
Por su parte, el islam tiene terminantemente vetado el consumo de vino ya que sus preceptos proscriben estrictamente el consumo de cualquier tipo de bebidas alcohólicas.

## Vino y salud

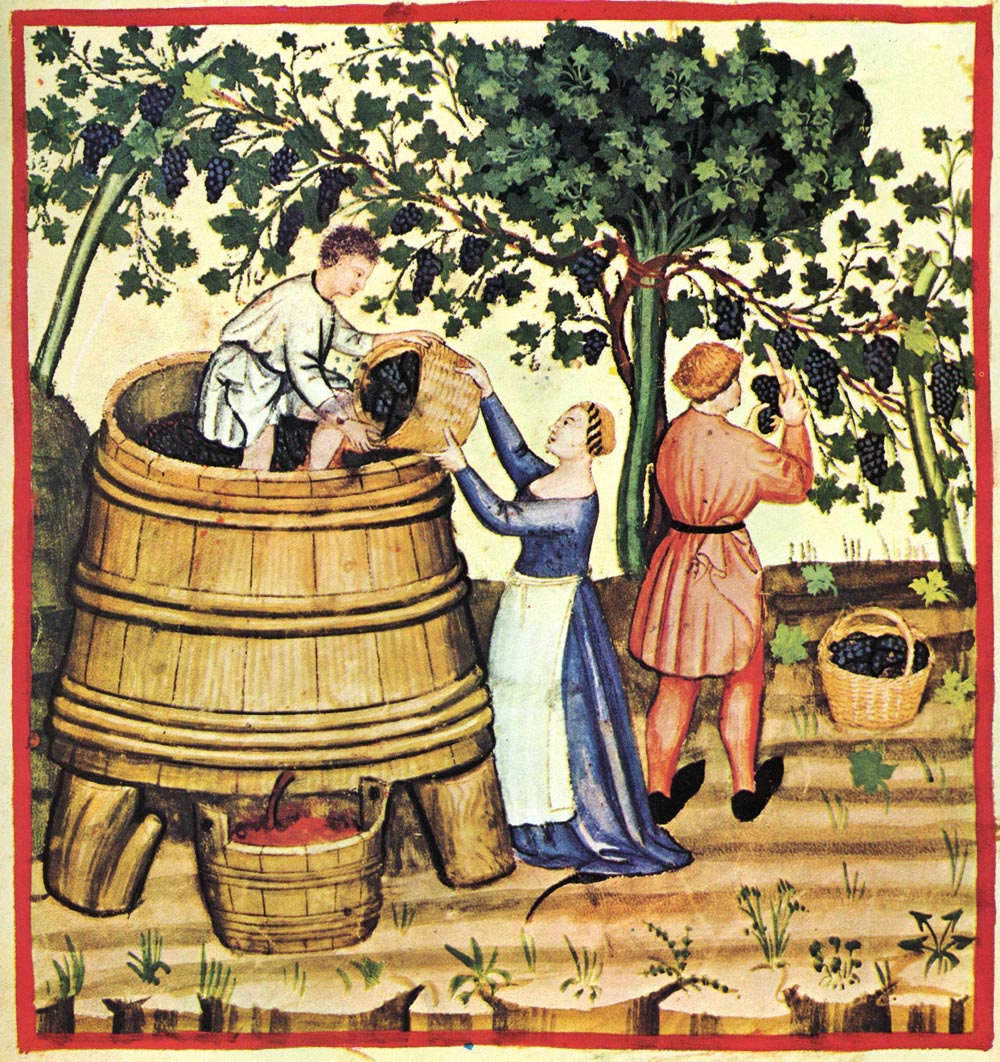
Imagen de la vendimia y prensado del vino en el Taccuino Sanitatis originario del Taqwin al‑sihha تقوين الصحة (Libro de la salud).

El consumo excesivo y prolongado de vino es claramente perjudicial, mientras que el moderado podría causar ciertos beneficios saludables que no compensarían su toxicidad, por lo que expertos en nutrición e instituciones públicas advierten de que no existe un nivel de consumo seguro de alcohol. Algunos estudios se han centrado en investigar, con resultados controvertidos, si es posible establecer un nivel de consumo beneficioso, donde la frontera se situaría por debajo del intervalo que va desde los 250 ml/día hasta los 300 ml/día (un tercio de una botella estándar de 750 ml) para un hombre adulto de 70 kg de mediao la mitad en caso de una mujer o de cualquier persona mayor de 65 años. Por otra parte, una curiosidad no resuelta hoy en día es la denominada paradoja francesa, donde se observa relativa buena salud de los franceses a pesar de la presencia de grasas saturadas y vino en su dieta.

### Consumo perjudicial
El consumo frecuente de vino en dosis elevadas ocasiona lesiones tisulares (especialmente en el sistema nervioso central y el hígado) siendo en este caso, como otras bebidas alcohólicas, un predisponente para la cirrosis y los carcinomas. El consumo excesivo de alcohol está asociado a episodios de violencia, depresión, accidentes automovilísticos, hábitos peligrosos en las relaciones sexuales y riesgo de suicidio.
Así mismo, los estudios demuestran que el consumo moderado de vino, lejos de aportar beneficios para la salud, incrementa el riesgo de padecer varios cánceres importantes, incluidos los de mama, colon, esófago, cabeza y cuello. A pesar de que en dosis moderadas se puede llegar a producir una pequeña protección contra enfermedades isquémicas, se considera altamente tóxico para el sistema cardiovascular.La ingesta de alcohol durante el embarazo puede dar lugar a graves defectos de nacimiento o al síndrome de alcoholismo fetal. De este modo, se desaconseja cualquier consumo de vino (u otras bebidas alcohólicas) a las mujeres gestantes o que están en lactación y a los menores de edad.
El dióxido de azufre existente en el vino puede generar ataques de asma en personas sensibles, aunque la mayoría de vinos posee cantidades muy por debajo de los niveles peligrosos para una persona normal.

### Consumo beneficioso
Al poseer alcohol etílico el vino posee efectos psicoactivos: en dosis muy moderadas incrementa el apetito y provoca un cierto grado de desinhibición al ser ansiolítico; esta característica ansiolítica explica que, siempre en dosis bajas, sea hipnoinductor (favorezca al sueño) y tranquilizante. Sin embargo, como otros psicoactivos, las dosis elevadas (y se puede hablar de dosis elevadas cuando se superan los dos vasos) producen evidentes signos de intoxicación, siendo un depresor del sistema nervioso central. En tales casos las dosis elevadas pueden producir insomnio o, a la inversa, el dormir profundo del embriagado; las dosis elevadas también provocan una disminución de la libido.
El consumo moderado favorece al sistema circulatorio (inhibe la formación de trombos) y especialmente al corazón merced a la presencia de polifenoles, como el resveratrol, disminuyendo el llamado colesterol malo (LDL) e incrementando el HDL colesterol. El vino tinto debe su color a la presencia de las antocianinas, substancias antioxidantes que se encuentran también en las uvas tintas. Reduce la incidencia de la diabetes mellitus tipo 2. Así mismo, hay evidencias de que el consumo moderado de vino tinto aumenta la capacidad antioxidante y disminuye el estrés oxidativo en la circulación, tanto en jóvenes como ancianos.
El vino se considera la más antigua bebida dietética y el más importante agente medicinal en uso continuado a través de la historia de la humanidad. Durante la Edad Media, el vino pasó de ser simplemente una bebida alcohólica a ser considerado un medicamento contra la anemia, la disentería y otras enfermedades nerviosas, en parte por resultar su consumo con frecuencia más seguro que el agua disponible.[cita requerida]

## Aspectos legales
Las actividades legales que cubren el vino son muy amplias y van desde el cultivo de las vides, pasando por su producción, la maceración y embotellado, los impuestos, comercio, distribución, etc. Se controla por ley los aditivos que deben añadirse al vino, por regla general se considera un tema de salud pública y prevención del fraude. La ley regula el contenido de las etiquetas del vino.

## Profesiones

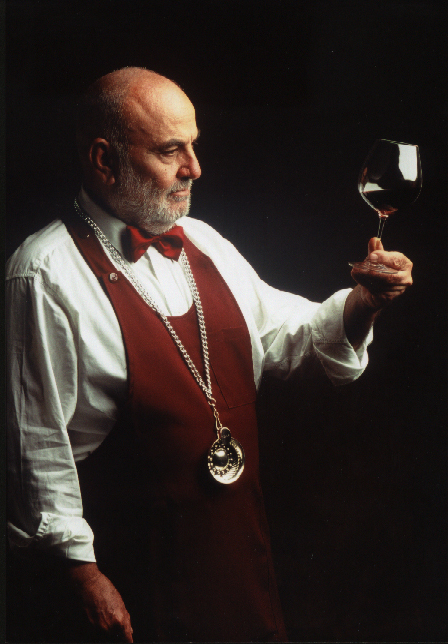
Sumiller.

- Tonelero - Persona encargada de realizar las barricas de madera para el añejamiento del vino.
- Recolector - Persona encargada de vendimiar la uva cuando esta ha llegado a su punto máximo de contenido de azúcar.
- Enólogo - Asesor técnico responsable de dirigir todos los procesos de elaboración del vino.
- Sumiller - Conocedor de vinos que sugiere a la clientela el vino apropiado para cada ocasión.
- Catador - Persona que prueba con atención distintos tipos de vinos para apreciar sus cualidades sensoriales, escribir sus impresiones y asignar puntajes.
- Ampelólogo - Científico que estudia la biología de la vid, su cultivo, el origen geográfico de las diferentes cepas, su adaptación a los suelos y climas y sus patologías y tratamientos.
- Ampelógrafo - Científico que se encarga del estudio, la descripción y la identificación de la vid, sus variedades y sus frutos.
- Viticultor - Cultivador sistemático de parras para usar sus uvas en la producción de vino.
- Viverista - Propietario de un vivero, instalación en el cual se plantan y germinan pies madres de porta-injertos, viníferas para obtener otras plantas o cepas madres.
- Agrónomo - Científico asesor del viticultor en el cultivo y mejoramiento la calidad de las vides.
- Bodeguero - Empresario propietario de una bodega, unidad productiva destinada a producir y almacenar vinos.
- Vinicultor - Persona que se dedica a la elaboración de vinos y crianza del vino.
- Garagiste o garajista - Vinicultor de la región de Burdeos que produce "vino de garaje", un vino elaborado con procedimientos diferentes a lo tradicional en la zona.

## Vino en la cultura
El vino ha tenido durante la historia una reputación mayor que otras bebidas alcohólicas. En el arte griego y romano dio lugar al arte báquico y a expresiones como In vino veritas.

### Sociología del vino
Existen fiestas en casi todos los países productores y suelen coincidir con las semanas posteriores a la recolección, en estas fiestas se suele probar el vino nuevo. De esta forma es popular en Alemania los Weinfeste (fiestas del vino). Una de las fiestas del vino más grandes celebradas (con la participación de cerca de 600 000 personas) fue en el Dürkheimer Wurstmarkt en Bad Dürkheim. En España se realiza anualmente un curioso festejo conocido como Batalla del vino en la ciudad riojana de Haro.

### Vino en el cine y la televisión
- Bottle Shock (2008): Documental basado en la ata de vinos denominada Sentencia de París realizada en 1971, en la que se comparaban los vinos de California con los de Francia.
- Un buen año (2006): Película de Ridley Scott protagonizada por Russell Crowe. Trata de la herencia de un viñedo francés.
- Entre copas (2004): Película escrita y dirigida por Alexander Payne e interpretada por Paul Giamatti y Thomas Haden Church.
- Mondovino (2004): Documental del director Jonathan Nossiter. Aborda los conflictos del mundo del vino en la actualidad.
- Falcon Crest (1981-1990): Serie de televisión donde se narran las peripecias de una familia adinerada (Channing/Gioberti) afincada en California. El cultivo de los viñedos era una de las principales fuentes de riqueza.
- Un paseo por las nubes: Película protagonizada por Keanu Reeves y Anthony Quinn. Los viñedos en los que se desarrolla la historia están situados en California.
- Entre Blancos y Tintos:[109] Programa de televisión dedicado íntegramente a la cultura de vino. Se emite en televisiones locales de España y también por internet.

### Vino en la literatura
- La poesía árabe del siglo XV tenía autores de poesía báquica (poesía en honor al vino) dando lugar a especializaciones particulares como la denominada hamriya (muy popular entre los poetas árabes de los reinos de taifas en el al-Ándalus). Uno de sus representantes más destacado es Abu Nuwas.

### Vino en la red
Existen diferentes webs y comunidades enológicas en la web con gran cantidad de catas, maridajes e información referente al vino, así como la compra de vinos. Los consumidores cada vez apuestan más por comprar vino a través de Internet, siendo los tintos los vinos preferidos por los compradores en la red.

### Concursos y premios
- Arribe
- Catavinum
- China Wine Awards
- Cinve
- Concurso General Agrícola Francés
- Concurso Internacional los Mejores Vinos para Asia
- Concurso Internacional Vinos de Montaña
- Decanter World Wine Awards
- Effervescents du Monde
- Girovi Vinos y Cavas de Cataluña
- Guñia Peñín
- International Wine Challenge
- International Wine&Spirit Competition
- Les Citadelles du Vin
- Nariz de Oro
- Premios Zarcillo
- Tempranillos al Mundo
- Terravino
- Vinandino
- Wine Masters Challenge
- The Wine Advocate Robert Parker
- Vinhoreca
- Stephen Tanzer's International Wine Cellar
- Berliner Wine Trophy
- Challenge International du VIn
- Vinalies Internationales
- Le Mondial du Rosé
- Premios Bacchus España
- Vino y Mujer
- Mundus Vini
- Concours Mondial de Bruxelles
- Selections mondiales des vins Canadá